# Episodi di C'era una volta (quarta stagione)
La quarta stagione della serie televisiva C'era una volta, composta da 22 episodi, è stata trasmessa negli Stati Uniti per la prima volta dall'emittente ABC dal 28 settembre 2014 al 10 maggio 2015.
In Italia, la prima parte della stagione è andata in onda sul canale satellitare Fox dal 2 gennaio al 6 marzo 2015. La seconda parte è stata trasmessa dal 23 giugno al 28 luglio 2015. Viene trasmessa in chiaro su Rai 4 dall'8 gennaio 2016.
La stagione è divisa in due parti: la prima parte, composta dai primi 11 episodi trasmessa dal 28 settembre fino al 7 dicembre, l'episodio 8 è stato diviso in due parti, mentre la seconda parte, composta dai restanti 11 episodi, è stata trasmessa dal 14 dicembre fino al 10 maggio, nella prima parte della stagione.
Gli antagonisti principali di questa stagione sono: Ingrid, la Regina delle Nevi, nella prima parte e Tremotino al fianco delle Regine dell'Oscurità (Ursula, Crudelia De Mon e Malefica) e Isaac nella seconda.
| nº            | Titolo originale             | Titolo italiano                    | Prima TV USA      | Prima TV Italia  |
| Prima parte   | Prima parte                  | Prima parte                        | Prima parte       | Prima parte      |
| ------------- | ---------------------------- | ---------------------------------- | ----------------- | ---------------- |
| 1             | A Tale of Two Sisters        | Storia di due sorelle              | 28 settembre 2014 | 2 gennaio 2015   |
| 2             | White Out                    | Black out                          | 5 ottobre 2014    | 2 gennaio 2015   |
| 3             | Rocky Road                   | Un sentiero gelato                 | 12 ottobre 2014   | 9 gennaio 2015   |
| 4             | The Apprentice               | L'Apprendista                      | 19 ottobre 2014   | 9 gennaio 2015   |
| 5             | Breaking Glass               | Lo specchio rotto                  | 26 ottobre 2014   | 16 gennaio 2015  |
| 6             | Family Business              | Affari di famiglia                 | 2 novembre 2014   | 23 gennaio 2015  |
| 7             | The Snow Queen               | La Regina delle Nevi               | 9 novembre 2014   | 30 gennaio 2015  |
| 8A            | Smash the Mirror             | Frammenti di specchio - (1ª parte) | 16 novembre 2014  | 6 febbraio 2015  |
| 8B            | Smash the Mirror             | Frammenti di specchio - (2ª parte) | 16 novembre 2014  | 13 febbraio 2015 |
| 9             | Fall                         | Il crollo                          | 30 novembre 2014  | 20 febbraio 2015 |
| 10            | Shattered Sight              | Sguardi infranti                   | 7 dicembre 2014   | 27 febbraio 2015 |
| 11            | Heroes and Villains          | Eroi e cattivi                     | 14 dicembre 2014  | 6 marzo 2015     |
| Seconda parte |                              |                                    |                   |                  |
| 1             | Darkness on the Edge of Town | L'oscurità bussa alla porta        | 1º marzo 2015     | 23 giugno 2015   |
| 2             | Unforgiven                   | Imperdonabile                      | 8 marzo 2015      | 23 giugno 2015   |
| 3             | Enter the Dragon             | Il ritorno del drago               | 15 marzo 2015     | 30 giugno 2015   |
| 4             | Poor Unfortunate Soul        | La storia di Ursula                | 22 marzo 2015     | 30 giugno 2015   |
| 5             | Best Laid Plans              | Azioni e reazioni                  | 29 marzo 2015     | 7 luglio 2015    |
| 6             | Heart of Gold                | Il cuore di Gold                   | 12 aprile 2015    | 7 luglio 2015    |
| 7             | Sympathy for the De Vil      | In bianco e nero                   | 19 aprile 2015    | 14 luglio 2015   |
| 8             | Lily                         | Lily                               | 26 aprile 2015    | 14 luglio 2015   |
| 9             | Mother                       | Madre                              | 3 maggio 2015     | 21 luglio 2015   |
| 10            | Operation Mongoose (Part 1)  | Operazione mangusta (1ª parte)     | 10 maggio 2015    | 28 luglio 2015   |
| 11            | Operation Mongoose (Part 2)  | Operazione mangusta - (2ª parte)   | 10 maggio 2015    | 28 luglio 2015   |

## Storia di due sorelle
- Titolo originale: A Tale of Two Sisters
- Diretto da: Ralph Hemecker
- Scritto da: Edward Kitsis e Adam Horowitz
- Antefatti riguardanti: Elsa e Anna

### Trama
Mari della Foresta Incantata, passato. Nel mezzo di una terribile tempesta, i sovrani del regno di Arendelle, Key e Gerda, scrivono una lettera per raccontare la "verità" alle figlie Elsa e Anna e lo imbottigliano sperando che un giorno possano trovarlo, dopodiché la nave viene inghiottita dalle onde.
Arendelle, 5 anni dopo (due anni dopo gli eventi di Frozen). Anna è impegnata negli ultimi preparativi per il suo imminente matrimonio con il fidanzato Kristoff, ed Elsa le regala l’abito da sposa della loro madre. Mentre Anna prova l'abito in soffitta, Elsa rinviene un vecchio diario di Gerda e leggendolo scopre che i genitori partirono per il viaggio che costò loro la vita per via dei suoi poteri glaciali. Sconvolta Elsa si prende la colpa per la tragedia, ma Anna, che non crede che le cose siano andate così, per confortarla, la scorta da Gran Papà, il saggio Re dei Troll che ha cresciuto Kristoff. Gran Papà, però, sa solo che la meta dei regnanti era un posto chiamato “Misthaven”, così Anna, per far luce sul mistero, vorrebbe partire subito, ma Elsa glielo proibisce per paura che possa accaderle qualcosa. Arendelle inoltre è minacciata dall’ex di Anna, il Principe Hans delle Isole del Sud, e dai suoi dodici fratelli quindi nemmeno Elsa può muoversi dal regno. Con l'aiuto di Kristoff, Anna riesce a salpare di nascosto alla volta di Misthaven, meglio conosciuta con il nome attribuitogli dai suoi abitanti: la Foresta Incantata.
Storybrooke, presente. Elsa, libera dall'urna di Tremotino, cammina disorientata per le strade di Storybrooke e, spaventata, congela il furgoncino di Leroy, che lancia l’allarme. Il ritorno di Marian dal passato segna la fine della storia d’amore tra Regina e Robin. Lo stesso Robin, pur amando Regina, ha un codice d’onore da rispettare, e per il bene del figlioletto Roland, decide di stare Marian. Adirata, Regina è decisa a sbarazzarsi di Marian tornando nel passato per ucciderla prima che Emma possa liberarla e per farlo ritrasforma Sydney nel suo Specchio Magico. Guardandosi però nei panni della Regina Cattiva, Regina si ravvede del suo lungo percorso di riscatto, e non volendo tornare la cattiva del passato desiste dal suo paino. Rivedere il suo passato raccontato nel libro di favole la porta a pensare che il suo infelice fato sia stato prestabilito nel momento in cui l’Autore del libro C’era una volta l’ha descritta come una dei cattivi, per cui, la sua nuova missione è trovare lo scrittore e farsi scrivere un lieto fine. Uncino, dopo il loro bacio, vorrebbe passare del tempo con Emma, ma la ragazza sembra volerlo evitare con la scusa di doversi occupare dei problemi di Storybrooke, il pirata cerca di farle capire che deve godersi i momenti di calma, lei gli da un bacio e gli chiede di avere pazienza. In quel momento arriva Leroy gridando, infatti Elsa, spaventata dal trambusto cittadino, ha dato vita ad una creatura di ghiaccio, Marshmallow che sta seminando il panico in città. Il mostro si dirige verso la foresta dov'è l'Allegra Brigata di Robin Hood e sta per attaccare Marian che all'ultimo viene salvata da Regina, la quale neutralizza il mostro ma continua ad isolarsi per il dolore. Intanto, Gold e Belle si stanno godendo la luna di miele in una villa portata a Storybrooke dal recente Sortilegio Oscuro, e Gold, avendo già vendicato Neal con l’omicidio di Zelena, sta per sostituire il Pugnale dell’Oscuro falso dato a Belle con quello vero, ma trova nell’abitazione il cappello dello Stregone, un artefatto che ogni Signore Oscuro ha desiderato trovare, che risveglia la smania di potere. Elsa si introduce poi nel negozio di antiquariato di Gold, dove trova una collana un tempo appartenuta ad Anna e, giurando di fare il possibile per ritrovare la sorella, erge intorno a Storybrooke un muro di ghiaccio per non far scappare nessuno.
- Guest star: Lee Arenberg (Leroy/Brontolo), Giancarlo Esposito (Sidney Glass/Specchio Magico), Scott Michael Foster (Kristoff), Georgina Haig (Elsa), Elizabeth Lail (Anna), Sean Maguire (Robin Hood), Pascale Hutton (Gerda, Regina di Arendelle), Christie Laing (Marian), John Rhys-Davies (Voce originale di Gran Papà).
- Altri interpreti: Raphael Alejandro (Roland), Jason Burkart (Little John), Faustino Di Bauda (Walter/Pisolo), Oliver Rice (Kai, Re di Arendelle).
- Ascolti USA: telespettatori 10 200 000 – share 18-49 anni 11%[4]

## Black out
- Titolo originale: White Out
- Diretto da: Ron Underwood
- Scritto da: Jane Espenson
- Antefatti riguardanti: David e Anna

### Trama
Foresta Incantata, passato. Giunta a Misthaven, Anna viene ospitata nella fattoria di un amico di Kristoff, David, ancora un pastore, e di sua madre Ruth, ma si fa chiamare con il nome di Joan per mantenere riservata la sua missione. David e Ruth, però, così come il resto dei contadini della valle, subiscono le razzie di una dispotica donna, Bo Peep, la quale esige continui pagamenti dai contadini, che tiene sotto controllo con il suo bastone magico capace di localizzare chiunque sia stato marchiato da esso. Anna incita David a reagire, ma l’uomo, dopo l’esperienza con suo padre ubriacone, che morì per la sua dipendenza dall’alcol, pensa che non ne valga la pena. Comunque, Anna smuove in David un po’ d’amor proprio e d'orgoglio, e lo addestra ad usare la spada. Quando Bo Peep marchia e cattura Anna, David, fiducioso, l’affronta e ne esce vincitore. Anna viene liberata e può continuare il suo viaggio, e Ruth le indica Tremotino in qualità di potente mago e possibile fonte di informazioni, così dicendo addio a David, Anna intraprende il sentiero per il castello del Signore Oscuro, che intanto, ghignando, la guarda avvicinarsi tramite una sfera di cristallo.
Storybrooke, presente. Elsa ha innalzato un muro di ghiaccio lungo il confine cittadino per tenere in ostaggio la popolazione finché non ritroverà Anna. La barriera danneggia i cavi elettrici, e a Storybrooke si verifica un blackout. Emma, David e Uncino si recano sul posto ed Emma vede Elsa nascosta e la raggiunge per parlarle ma la ragazza, impaurita dall'arrivo dei due uomini, intrappola involontariamente se stessa ed Emma nel giacchio del muro e impone a David e Uncino di portarle Anna per liberare Emma. In realtà Elsa non ha il pieno controllo dei suoi poteri, quindi anche volendo non potrebbe liberare Emma, la quale parlando con lei le dice di capirla perché condividono questo peso che a volte può essere la magia, e tra le due germoglia una sincera amicizia, ma la Salvatrice sta per morire assiderata. Intanto David, da una fotografia del ciondolo di Anna, capisce che la sorella di Elsa è la ragazza che conosceva come Joan pertanto, con Uncino preoccupato per Emma, ruba da Bo Peep, ora macellaia di Storybrooke, il suo bastone magico per poter individuare la ragazza. Tornanti al confine i due capiscono di avere poco tempo per salvare Emma e Uncino sta perdendo la calma, ma David riesce ad incoraggiare Elsa con le stesse parole che Anna disse a lui per dargli coraggio. Riconoscendo le parole di Anna, Elsa riacquista la padronanza dei suoi poteri e riesce a liberare sé stessa ed Emma, che riabbraccia Killian e viene portata subito al caldo per riprendersi. In tutto ciò Mary Margaret, già affaticata dalla maternità, assume anche il ruolo di sindaco in seguito alle dimissioni di Regina, e riesce a far ripartire la corrente elettrica di Storybrooke. Henry va incontro alle richieste di Regina, ancora con il cuore a pezzi per Robin, e le sta accanto supportandola nella ricerca dell'autore. Salvata Emma, nel loft di Mary Margaret e David gli eroi usano il bastone di Bo Peep per trovare Anna, ma anche se l'oggetto non gli da la localizzazione della ragazza riescono a sentire il rumore del battito del cuore, segnale che Anna è viva. Il giorno dopo, Elsa tenta di sciogliere completamente la barriera al confine, ma non ci riesce a causa di un potere maggiore che tiene saldo il muro. Infatti la gelataia della città, Sarah Fisher, ha la stessa magia di Elsa, lei è la regina delle nevi.
- Guest star: Lee Arenberg (Leroy/Brontolo), Beverley Elliott (Vedova "Granny" Lucas/Nonna), Georgina Haig (Elsa), Elizabeth Lail (Anna), Elizabeth Mitchell (Sarah Fisher/Regina delle Nevi), Gabrielle Rose (Ruth), Robin Weigert (Bo Peep).
- Altri interpreti: Michael Coleman (Gongolo).
- Ascolti USA: telespettatori 9 240 000 – share 18-49 anni 9%[5]

## Un sentiero gelato
- Titolo originale: Rocky Road
- Diretto da: Morgan Beggs
- Scritto da: David H. Goodman e Jerome Schwartz
- Antefatti riguardanti: Elsa e Kristoff

### Trama
Arendelle, passato. Elsa, preoccupata per Anna che è in viaggio nella Foresta Incantata, deve far fronte alla minaccia di invasione dell’esercito di Hans e dei suoi fratelli. Kristoff, di nascosto da Elsa, spia l’accampamento nemico sulle Montagne del Sud, e ascolta Hans parlare di un’urna incantata nella quale è possibile rinchiudere le persone con poteri magiche che l'uomo vuole usare contro Elsa per poter poi conquistare Arendelle senza intralci. Kristoff torna al castello e racconta tutto ad Elsa la quale inizia a supporre che l'esistenza del vaso significhi che nel reame esistano, o siano esistite in passato, altre persone con poteri simili ai suoi, così insieme a Kristoff si mette in cerca dell'urna prima che possa trovarla Hans, in modo da sventare i piani del nemico e con la speranza di trovare qualcun altro come lei che sappia com’è convivere col peso della magia. Arrivati nella grotta che custodisce l’urna, Elsa e Kristoff vengono accerchiati da Hans e i suoi fratelli e, per salvare Kristoff, Elsa consegna l'oggetto magico a Hans, che subito lo apre per catturare la regina. L’urna invece di catturare Elsa libera il prigioniero che era al suo interno: Ingrid, la Regina delle Nevi, che trasforma Hans in una statua di ghiaccio e mette in fuga i suoi fratelli. Tornati tutti al castello, Ingrid racconta ad una stupefatta ma felice Elsa di essere la sorella di sua madre Gerda, chiusa in quell’urna da persone che non accettavano i suoi poteri, e le promette di aiutarla a ritrovare Anna.
Storybrooke, presente. Emma, Uncino ed Elsa chiedono a Gold come l'urna contenente la Regina di Arendelle sia finita nel suo castello, ma Gold nega di aver mai conosciuto Elsa né tanto meno Anna, e propone di far utilizzare il pugnale a Belle ordinandogli di dire la verità così, ignari del fatto che il pugnale di Belle sia un falso, tutti gli credono. Henry e Regina danno inizio alla loro "Operazione Mangusta”, cioè la ricerca dell’Autore. La gelataia Sarah (in realtà Ingrid) fa un incantesimo del gelo sul cono gelato per Marian, così da far ricadere la colpa su Elsa, e durante una riunione di Mary Margaret con i cittadini, Marian si sente male e inizia a congelare rapidamente. Regina interviene dicendo che il Bacio del Vero Amore ha il potere di salvare dal maleficio, così Robin bacia la moglie ma senza risultato, perché l’uomo è ancora innamorato di Regina. Non avendo il potere di annullare il maleficio, Regina decide di prendere tempo strappando il cuore di Marian per tenerla in vita e intanto cercare una soluzione. Gli abitanti vorrebbero punire Elsa, ma Emma è convinta della sua innocenza e con David cerca prove per scagionarla mentre chiede ad Uncino di proteggerla. Killian, però, si è accorto dell'inganno di Gold col pugnale e lo minaccia di dire tutto a Belle se non li aiuta a capire chi è stato a fare l'incantesimo su Marian. Così Gold, tramite una ciocca di capelli di Marian, riesce ad estrarre l’essenza della magia usata su di lei e, visto che la magia tende sempre a tornare alla sua fonte, seguendone la scia il pirata ed Elsa risalgono ad Ingrid nascosta nel bosco. La Regina delle Nevi intrappola Uncino e poi si rivolge ad Elsa dicendole che loro già si conoscono ma che i Troll delle Rocce di Arendelle hanno cancellato i ricordi di Ingrid dalla sua mente, e che ha fatto quel che ha fatto solo per farle vedere come reagiscono le persone davanti a chi, come loro, ha la magia nel sangue, inoltre racconta ad Elsa che è stata proprio sua sorella Anna ad intrappolarla nell’urna. Parallelamente Emma e David scoprono da un riluttante Will Scarlet (alias il Fante di Cuori e il Re Bianco. Si veda C'era una volta nel Paese delle Meraviglie), vecchio membro dell’Allegra Brigata di Robin Hood, che l’intera gelateria di Sarah è tenuta refrigerata da una potente magia, cosi si recano sul posto per verificare la cosa e capiscono che quindi la Regina delle Nevi è proprio la gelataia. Emma, allertata da Uncino, corre nella foresta con David appena in tempo per salvare Killian dalla Regina delle Nevi, la quale alla vista di Emma reagisce come se già la conoscesse, ma neanche Emma, come Elsa, ricorda di averla mai vista. Emma è infuriata con Uncino perché l'uomo non l'ha ascoltata ma si è avventurato nella foresta alla ricerca della Regina delle Nevi, e il pirata si lamenta di essere sempre ignorato e messo da parte dalla ragazza. A sera Uncino prova di nuovo a parlare con Emma, chiedendole scusa per non averla ascoltata ma facendole presente che lei deve fidarsi di lui, così lei le svela la verità: lo sta evitando non perché non si fida, ma perché ha paura di aprirsi totalmente e poi perdere anche lui, visto che tutti i suoi precedenti ragazzi sono morti, e lei non vuole perdere anche Killian. Uncino, felice per le parole di Emma, la tranquillizza dicendole che non deve preoccuparsi perché lui è esperto nel riuscire a sopravvivere e la bacia. Intanto nella foresta Gold raggiunge Ingrid e le ricorda che non le conviene che Emma ricordi il trascorso tra lei e la Regina delle Nevi.
- Guest star: Lee Arenberg (Leroy/Brontolo), Beverley Elliott (Vedova "Granny" Lucas/Nonna), Scott Michael Foster (Kristoff), Georgina Haig (Elsa), Christie Laing (Lady Marian), Sean Maguire (Robin Hood), Elizabeth Mitchell (Sarah Fisher/Regina delle Nevi), Tyler Jacob Moore (Principe Hans), Raphael Sbarge (Dr. Archie Hopper/Grillo Parlante).
- Altri interpreti: Raphael Alejandro (Roland), Nils Hognestad (Franz), Marcus Rosner (Jurgen), Charles Raaul Singh (Generale).
- Ascolti USA: telespettatori 7 920 000 – share 18-49 anni 7%[6]

## L'Apprendista
- Titolo originale: The Apprentice
- Diretto da: Ralph Hemecker
- Scritto da: Andrew Chambliss e Dana Horgan
- Antefatti riguardanti: Tremotino, Anna e l'Apprendista stregone

### Trama
Foresta Incantata, passato. L’anziano Apprendista di un importante Stregone è il custode di uno scrigno che cela il Cappello dello Stregone, un antico manufatto che ha il potere di assorbire i poteri magici. Nel corso dei secoli tutti i Signori Oscuri hanno cercato invano di rubare il cappello, coperto da un potente Incantesimo di Protezione verso chi è soggiogato dall'oscurità. Moltissimi anni dopo, Anna arriva alla dimora di Tremotino, il quale le conferma che i suoi genitori si rivolsero a lui, ma per svelarle di più, stipula con lei un accordo: Anna dovrà dare una pozione al vecchio Apprendista. Anna accetta ma, conosciuto l'Apprendista e vista la cordialità dell’uomo, non vuole fargli del male e viene meno al contratto. Tornata al castello di Tremotino però scopre che il filtro, che lei pensava essere un veleno mortale, era in realtà un antidoto contro un processo di trasformazione, e infatti l’Apprendista si trasforma in un topo. Era proprio questo l'obiettivo di Tremotino: far sì che Anna resistesse all'oscurità per far si che fosse degna di superare lo scudo protettivo del Cappello dello Stregone. La ragazza però svela di non essere mai stata tentata dall'oscurità, infatti non ha mai avuto intenzione di fare del male all’Apprendista quindi neanche lei può toccare lo scrigno. Così Tremotino provoca Anna al punto da farle desiderare di ucciderlo, e tramite una sua lacrima di dispiacere, riesce a penetrare lo scudo protettivo dello scrigno e se ne impadronisce. Tremotino onora poi il patto con Anna svelandole che i genitori volevano un qualche oggetto magico per liberare Elsa dei suoi poteri, e l'unico oggetto adatto è il Cappello dello Stregone, che serve però a Tremotino per svincolarsi dal controllo del Pugnale dell’Oscuro. Capendo di non poter lasciare il cofanetto in mano a Tremotino, Anna gli ruba il pugnale e lo costringe a darle il Cappello dello Stregone, poi a riportare l’Apprendista in forma umana e infine farla ritornare ad Arendelle con il cappello. Qui, ricongiunta con l’amato Kristoff, gli racconta tutto e, addolorata per tutto quello che ha scoperto, non sa come spiegarlo ad Elsa, così convinta che ci sia qualche altra spiegazione decide, per il momento, di nasconderle ciò che ha saputo.
Storybrooke, presente. Emma, stressata dalle indagini sulla Regina delle Nevi, viene convinta da Henry a prendersi una pausa, così, convinta a lasciarsi finalmente andare, invita Uncino per il loro primo appuntamento galante. Uncino accetta felice e, deciso ad essere migliore per Emma, ricattando Gold di dire la verità a Belle, lo convince a riattaccargli la sua mano mozzata. Il Coccodrillo lo avverte che quella parte del corpo era legata al pirata sanguinario ed egoista che era una volta, perciò è plausibile che, ora che ce l’ha di nuovo a posto, possa ricadere nelle vecchie abitudini, ma Uncino non gli crede. La sera, Killian va a prendere Emma, che resta stupita nel vederlo con entrambe le mani, ma anche affascinata dal look del pirata.  Arrivati al ristorante i due sono molto affiatati, la serata sembra rovinarsi quando Will butta del vino addosso ad Emma e Uncino è sull’orlo di picchiarlo, ma Emma riesce a tranquillizzarlo. A fine serata Killian riaccompagna Emma a casa e si scusa di nuovo per essersi innervosito, ma Emma è molto felice del loro appuntamento e i due si baciano felici, pianificando una nuova uscita. Lasciata Emma, preoccupato che l’influenza della mano lo possa far tornare l'uomo di una volta, Uncino torna da Gold e pretende che gliela tolga, ma adesso è Gold a tenere il coltello dalla parte del manico: per evitare ulteriori minacce, ha temporaneamente rimpiazzato il falso Pugnale dell’Oscuro dato a Belle con quello vero. Così dice al pirata che se vuole liberarsi della mano maledetta dovranno collaborare. Tramite una scopa incantata che fa loro strada per la casa dell’Apprendista, Gold e un riluttante Uncino imprigionano l’anziano nel Cappello dello Stregone, e la sua cattura all'interno fa spuntare una stella sul copricapo. A lavoro finito Gold toglie la mano ad Uncino, ma gli rivela che in realtà non aveva niente che non andasse, Gold l'ha solo manipolato e quindi i gesti di Killian degli ultimi giorni non erano a causa della mano. Inoltre gli fa presente che ora Uncino dovrà collaborare con lui altrimenti Gold farà vedere ad Emma il filmato delle telecamere di sicurezza che lo incastrano per la sparizione dell’Apprendista. Intanto Henry, per cercare informazioni circa l’Autore si fa assumere nella bottega di Gold . Will viene ritrovato nella biblioteca addormentato e ubriaco e viene arrestato per aver fatto irruzione nella biblioteca di Belle. Alla stazione dello sceriffo, David comunica a Emma che, dai censimenti cittadini, non risulta il nome di Ingrid, il che vuol dire che la donna non è arrivata a Storybrooke con nessuno dei due Sortilegi.
- Guest star: Brad Dourif (Zoso), Scott Michael Foster (Kristoff), Georgina Haig (Elsa), Elizabeth Lail (Anna), Elizabeth Mitchell (Sarah Fisher/Regina delle Nevi), Timothy Webber (Apprendista stregone).
- Altri interpreti: Catherine Bogdanova (Donna spaghetti), Emmanuel Fappas (Barista), Garry Garneau (Uomo spaghetti).
- Ascolti USA: telespettatori 8 070 000 – share 18-49 anni 7%[7]

## Lo specchio rotto
- Titolo originale: Breaking Glass
- Diretto da: Alrick Riley
- Scritto da: Kalinda Vazquez e Scott Nimerfro
- Antefatti riguardanti: Emma Swan e Lily Page

### Trama
Hopkins, Minnesota, 1998. La teenager Emma, scappata da una casa famiglia, s’imbatte in una coetanea, Lily Paige, anche lei in fuga dai servizi sociali. Emma e Lily stringono una forte amicizia e si giurano di essere migliori amiche per sempre. Le due ragazzine si rifugiano in una grande villa, usata come residenza estiva e ora disabitata, ma una notte vengono trovate dall'uomo che era sulle tracce di Lily, e che è in realtà suo padre adottivo: Lily infatti è si orfana, ma in affidamento presso una famiglia. Emma rimane delusa dalle bugie dell'amica la quale le chiede scusa e le confessa di non essere mai riuscita a sentirsi felice della sua vita, e giura di essere stata sincera nel voler essere amica di Emma. Sentendosi presa in giro da Lily, Emma ignora le sue giustificazioni e si lava via la stella dipintasi sul polso (disegnatale da Lily uguale alla sua voglia a forma di stella sulla mano) che era il simbolo della loro promessa.
Storybrooke, presente. Mentre rovista tra gli archivi cittadini per cercare informazioni sulla Regina delle Nevi, Emma trova delle sue foto scattate da Sydney su commissione di Regina ai tempi del primo Sortilegio Oscuro. Esaminandole, Emma trova un’istantanea che la immortala in compagnia di Ingrid nella sua gelateria, ma la Salvatrice non ne ha alcuna memoria, così per avere chiarimenti va da Regina, che è ancora molto arrabbiata con lei per Marian. Mentre Emma e Regina discutono nel caveau della Mills, Elsa, rincorrendo una sagoma di Anna, viene attirata in un tranello di Ingrid, che l’ammanetta con delle catene che incatenano chi ha paura. Nel frattempo, Mary Margaret e David staccano un po' la spina dalla vita genitoriale per buttarsi all'inseguimento di Will, fuggito dalla stazione dello sceriffo. Mary Margaret lo trova sulla spiaggia, ma pensando che la sua evasione sia stata una sceneggiata di David per farla distrarre dal ruolo di mamma e ricordarle la vita passata, lo lascia andare. Più tardi raccontando tutto a David capisce di essere stata presa in giro dal ladro, ma entrambi sono felici perché era ciò che serviva a Mary Margaret come scossa. Regina, con l’aiuto di un poco collaborativo Sydney, si incammina verso il covo segreto di Ingrid in modo da obbligarla ad annullare l’incantesimo fatto a Marian. Nel bosco Regina incrocia Emma, che è in cerca di Elsa, e le donne vengono ingannate da Sydney, che, per essere liberato dalla detenzione nello Specchio Magico, ha tradito Regina e collaborato con Ingrid per portarle in trappola. Il tempestivo intervento di Elsa, riuscita a liberarsi dalle catene vincendo la sua paura, salva Emma e Regina da Ingrid, che prima di scappare si complimenta con Elsa per aver controllato i suoi poteri. Al sicuro nel suo antro glaciale Ingrid libera Sydney dallo specchietto pieno di Magia Oscura di Regina, e con un suo frammento completa lo Specchio Malefico, composto da altri frammenti di specchi, esultando per la prossima riuscita del suo piano, cioè avere una famiglia che la ami. Emma, ripensando al suo passato con Lily, risolve le incomprensioni con Regina, che è per lei una delle poche persone che sappia come ci si senta a essere rifiutati e fraintesi per colpa della magia. Dopo la giornata che le ha riportato alla mente episodi del suo passato, Emma da sola nell'ufficio dello sceriffo sta per riaprire la sua "scatola dei ricordi" quando arriva Killian che le chiede se possa rimanere con lei così da conoscere un po' del suo passato. I due aprono insieme la scatola e tra i vari oggetti trovano una videocamera, visionando le riprese fatte restano scioccati: in un video c'è Emma adolescente in un orfanotrofio gestito proprio da Sarah Fisher.
- Guest star: Giancarlo Esposito (Sidney Glass/Specchio Magico), Georgina Haig (Elsa), Elizabeth Lail (Anna), Elizabeth Mitchell (Sarah Fisher/Regina delle Nevi), Nicole Muñoz (Lilith "Lily" Page), Abby Ross (Emma Swan da ragazza).
- Altri interpreti: Anson Hibbert (Poliziotto), Barclay Hope (Padre di Lily), Kelly-Ruth Mercier (Manager del negozio), Ilias Webb (Kevin).
- Ascolti USA: telespettatori 6 870 000 – share 18-49 anni 6%[8]

## Affari di famiglia
- Titolo originale: Family Business
- Diretto da: Mario Van Peebles
- Scritto da: Kalinda Vazquez e Andrew Chambliss
- Antefatti riguardanti: Belle e Anna

### Trama
Arendelle, passato. Dopo l’avventura nella Foresta Incantata, Anna riabbraccia Elsa, omettendo ciò che ha scoperto da Tremotino per non farla soffrire. Tornata al castello Anna fa la conoscenza di sua zia Ingrid, ma istintivamente non si fida di lei e ha paura che menta, anche perché la madre Gerda non ha mai menzionato una sorella e il suo nome non è trascritto nei registri reali, così decide di chiedere informazioni ai Troll delle Rocce. Intanto anche Belle, nonostante il parere contrario del padre Maurice, arriva ad Arendelle per incontrare i Troll delle Rocce e farsi ridare la memoria circa la morte della madre, Lady Colette, durante la Guerra degli Orchi. Le due si incontrano in un negozietto di Arendelle e Anna si offre di accompagnare Belle da Gran Papà, il quale regala a Belle una pietra che le farà tornare la memoria di quei momenti, e svela ad Anna un segreto sconcertante: Gerda aveva ben due sorelle, Ingrid e Helga, ma queste scomparvero inspiegabilmente tanto tempo prima, e Gerda implorò il Gran Papà di rimuovere i ricordi su Ingrid e Helga a tutta Arendelle evitare la sofferenza alla famiglia reale. Anna vuole tornare subito al castello per dire la verità ad Elsa, ma lei e Belle vengono fermate da una bufera scatenata da Ingrid, che ha capito che Anna non si è mai fidata di lei, e Belle, nel vano tentativo di recuperare il cristallo di Gran Papà, lascia che Anna venga rapita dalla zia. Di nuovo a casa nella Foresta Incantata, Belle viene a sapere dal padre che Colette è morta per salvare lei, e quindi la ragazza, per fare ammenda per quanto capitato ad Anna e per onorare il sacrificio della madre, chiama a palazzo Tremotino per mettere fine alla Guerra degli Orchi. Nel frattempo ad Arendelle Ingrid accusa Anna di voler utilizzare il Cappello dello Stregone contro Elsa e la rinchiude in cella, in modo da metterla contro Elsa ed escluderla dal suo progetto di riformare una famiglia con Elsa e con un'altra "sorella" con poteri magici come loro.
Storybrooke, presente. Gli eroi trovano e perquisiscono il furgoncino dei gelati di Ingrid e vi trovano ricordi di infanzia di Emma fin dal suo arrivo sulla Terra: dall'articolo di giornale che parla del suo ritrovamento a diversi disegni e bigliettini d’affetto per Ingrid i quali provano che tra le due c'era un rapporto molto profondo di cui però Emma non ha alcuna memoria. Intanto Belle ed Elsa cercano indizi in biblioteca, ma Belle, che si sente in colpa per i suoi trascorsi con Anna, si fa coraggio e decide di andare nella caverna di Ingrid per farsi dire che fine ha fatto l’amica. Per farsi aiutare Belle usa, a malincuore, il pugnale (ignorando che sia falso) per costringere Gold a portarla al rifugio della Regina delle Nevi, e l’uomo deve ubbidirle per non farle scoprire l’imbroglio. Nella tana della Regina delle Nevi, Belle trova lo Specchio Malefico, che riflette il suo lato oscuro; questi dà della codarda a Belle per non aver aiutato Anna, e la istiga col dubbio che Gold la stia ingannando. L’influsso dello specchio su Belle fa che la ragazza attacchi Gold, che si teletrasporta con lei nel negozio per farle riprendere coscienza. Gold minaccia poi Ingrid di intrappolarla nel Cappello dello Stregone se torcerà un solo capello a lui o a Belle. Frastornata Belle corre alla stazione dello sceriffo e, scusandosi con Elsa per essere stata in parte responsabile della sparizione di Anna, dice a Emma e a Uncino che l'obiettivo di Ingrid è lanciare su Storybrooke un atroce incantesimo, la Maledizione degli Sguardi Infranti, che porterà gli abitanti della città a scontrarsi l'uno contro l'altro fino ad uccidersi. Gli eroi capiscono anche che le uniche immuni saranno Emma ed Elsa dopo aver trovato su un libro della biblioteca l’albero genealogico della casata reale di Arendelle con le immagini di Gerda, Ingrid, e della loro terza sorella Helga, incredibilmente somigliante ad Emma. Inoltre nel camioncino dei gelati c'era una pergamena che viene tradotta da Elsa come un’antica profezia secondo la quale l’altra sorella di cui ha bisogno Ingrid per formare una nuova famiglia con Elsa è la Salvatrice: Emma. 
- Guest star: Scott Michael Foster (Kristoff), Georgina Haig (Elsa), Elizabeth Lail (Anna), Sean Maguire (Robin Hood), Elizabeth Mitchell (Sarah Fisher/Ingrid la Regina delle Nevi), Frances O'Connor (Lady Colette), John Rhys-Davies (Voce originale di Gran Papà).
- Altri interpreti: Darcey Johnson (Oaken), Eric Keenleyside (Moe French/Sir Maurice), Garfield Wilson (Guardia al palazzo).
- Ascolti USA: telespettatori 7 540 000 – share 18-49 anni 7%[9]

## La Regina delle Nevi
- Titolo originale: The Snow Queen
- Diretto da: Billy Gierhart
- Scritto da: Edward Kitsis e Adam Horowitz
- Antefatti riguardanti: Ingrid, Helga e Gerda

### Trama
Arendelle, passato. Le piccole principesse Ingrid, Helga e Gerda stanno giocando con un aquilone, quando vengono improvvisamente aggredite da un bandito che vuole rapirle così Ingrid, la maggiore, per mettere in salvo Helga e Gerda esterna per la prima volta i suoi poteri di ghiaccio mettendo l'uomo fuori gioco. Spaventata dalla magia che possiede Ingrid viene calmata da Helga e Gerda, che le promettono di mantenere il segreto e di starle sempre accanto, e suggellano la loro sorellanza legandosi ai polsi dei nastri gialli ricavati dall’aquilone. Con il passar degli anni e il rafforzarsi della sua magia, che però non riesce ancora a controllare bene, Ingrid si isola dalla vita di corte nonostante i continui incoraggiamenti delle sorelle, preferendo stare da sola in camera mentre Helga e Gerda partecipano alle feste a palazzo. Per aiutare Ingrid, Gerda le propone di rivolgersi a Tremotino, così le tre si recano nella Foresta Incantata per chiedere aiuto al mago. Il Signore Oscuro offre alle sorelle un paio di guanti magici, in grado di contenere i poteri di Ingrid, e un’urna capace di imprigionarla in caso di situazioni estreme, e chiede in cambio i loro nastri intrisi di amore fraterno. Ingrid accetta anche se le sorelle non sono convinte di separarsi dai loro nastri. Tornate ad Arendelle Ingrid, più tranquilla grazie agli oggetti di Tremotino, esce finalmente dal proprio isolamento, ed Helga ne approfitta per presentarle il suo fidanzato, il Duca di Weselton. Il Duca però si rivela un arrivista che mira a sedurre Ingrid in quanto sorella maggiore e futura regina. Ingrid indignata dalle pesanti avances dell'uomo per respingerlo utilizza i suoi poteri. In quel momento arriva Helga e il Duca le racconta che la sorella ha tentato di sedurlo e quando lui l'ha respinta lo ha attaccato, ma la ragazza non crede ad una parola e va in difesa della sorella maggiore. Il Duca, allora, minaccia Ingrid di svelare il suo segreto al regno così da conquistarne il trono, la donna, per bloccarlo, gli lancia un incantesimo al quale l'uomo sfugge usando come scudo Helga che cade a terra congelata e si sbriciola in mille pezzi. Ingrid è distrutta per ciò che è successo ad Helga e quando Gerda vede la scena, non sapendo come sono andate davvero le cose, rimane scioccata e terrorizzata dalla sorella così decide di imprigionarla nell’urna di Tremotino. Devastata dal dolore per la perdite delle due sorelle, la principessa supplica Gran Papà di eliminare i ricordi sull'esistenza di Ingrid e Helga a tutta Arendelle per non soffrire e non far venire mai più a galla questa terribile disgrazia.
Storybrooke, presente. Emma ed Elsa arrestano Ingrid con una candela magica, e la portano alla centrale per interrogarla. Intanto Regina è abbattuta per Robin quanto per la sterile ricerca dell’Autore, per la quale neanche Henry ha fatto progressi nonostante il suo lavoro nella bottega di Gold. Dopo una chiacchierata con Will, con cui ha ormai chiarito i problemi passati (si veda C’era una volta nel Paese delle Meraviglie), Robin capisce di non poter cancellare i suoi sentimenti e bacia Regina. Belle si accorge che lo Specchio Malefico nascosto nella Torre dell’Orologio dove è stata catturata Ingrid è un falso: quindi la Regina delle Nevi si è fatta catturare di proposito per arrivare a Emma. Intanto Ingrid ha intrappolato se stessa ed Emma nella stazione dello sceriffo, la Salvatrice ha modo di confrontarsi con la Regina delle Nevi ma questa instilla in Emma il sospetto che amici e parenti siano spaventati dai suoi poteri magici, così come lo era sua sorella Gerda ad Arendelle. Emma nervosa per la situazione e perché le parole di Ingrid hanno fatto breccia nelle sue insicurezze perde il controllo e distrugge il muro del commissariato mentre Ingrid, sorpresa e compiaciuta dalla magia di Emma, si libera e sparisce. Mary Margaret, David, Belle, Uncino, Gold, Elsa ed Henry arrivano sul posto ma Emma, ancora con i poteri fuori controllo, ferisce involontariamente il padre. La Salvatrice dispiaciuta ma anche sconvolta dalla reazione spaventata di Mary Margaret , fugge via con il suo maggiolino. A fine giornata, Ingrid è pronta a fare un accordo con Gold: lui le restituisce i nastri e lei gli svela il passaggio mancante dell'incantesimo per liberarsi dal controllo del Pugnale dell’Oscuro.
- Guest star: Sarah Bolger (Principessa Aurora), Georgina Haig (Elsa), Sean Maguire (Robin Hood), Elizabeth Mitchell (Sarah Fisher/Ingrid la Regina delle Nevi), Sally Pressman (Helga), Jessy Schram (Ashley Boyd/Cenerentola), Pascale Hutton (Gerda, regina di Arendelle), John Rhys-Davies (Voce originale di Gran Papà), Jonathan Runyon (Duca di Weselton), Brighton Sharbino (Ingrid da bambina).
- Altri interpreti: Ryan Booth (Uomo), Bailey Herbert (Helga da bambina), Ava Marie Telek (Gerda da bambina), Greg Webb (Harald, Re di Arendelle).
- Ascolti USA: telespettatori 7 420 000 – share 18-49 anni 7%[10]

## Frammenti di specchio - (1ª parte)
- Titolo originale: Smash the Mirror
- Diretto da: Eagle Egilsson (1ª parte)
- Scritto da: David H. Goodman e Jerome Schwartz
- Antefatti riguardanti: Elsa, Anna e Ingrid/la Regina delle Nevi

### Trama
Arendelle, passato. Ingrid mente ad Elsa dicendole che il motivo per cui Anna le ha nascosto la vera ragione del viaggio dei loro genitori nella Foresta Incantata perché voleva intrappolarla nel cappello dello stregone e per questo l'ha fatta imprigionare. Elsa, sapendo che Anna non potrebbe mai farle del male, finge di credere alla zia, ma va subito a liberare la sorella e insieme a Kristoff setacciano il castello per trovare l'urna di Tremotino e imprigionare di nuovo Ingrid. Nella parte abbandonata del castello (la vecchia camera delle tre sorelle) in un armadio Elsa ed Anna trovano la statua ghiacciata di Hans e l'urna, così si preparano a fronteggiare la zia. Intanto Ingrid sta nascondendo il cappello dello Stregone e viene raggiunta dall'Apprendista: lei restituirà il cappello in cambio di informazioni su dove trovare la sua terza sorella. L'Apprendista la avverte che probabilmente ci vorrà del tempo e si congeda promettendole informazioni.
Storybrooke, presente. I poteri di Emma sono incontrollabili, e la donna si scosta da tutto e da tutti per non nuocere a nessuno, ma la goccia che fa traboccare il vaso cade quando Emma colpisce fortuitamente Henry. Emma, così, interpella Gold per un rimedio, ma l’uomo ne approfitta per poterla inghiottire nel Cappello dello Stregone e operare la sua Magia di Luce per compiere l’incantesimo di liberazione dal Pugnale dell’Oscuro, quindi finge di avere un rituale con cui toglierle in definitivamente i poteri e l’attira nella villa abbandonata. Intanto, Robin aiuta Regina sulla documentazione dell’Autore, e con Will dà uno sguardo nella biblioteca per fiutare dell’altro, mentre Uncino, mediante un’ambigua telefonata di Emma, capisce della macchinazione di Gold e si affretta prima che sia troppo tardi. Gold rinchiude poi Ingrid in un cerchio stregato originato dai resti dell’urna magica distrutta da Elsa al suo arrivo a Storybrooke, per trattenerla dal salvare Emma, ma la Regina delle Nevi, con la sua dote magica, si proietta lungo la strada su cui Emma sta guidando per andare da Gold e la fa sbandare. Elsa, sentendo Mary Margaret e David appoggiare la scelta di Emma di disfarsi della magia, prende un Incantesimo di Localizzazione e uno scialle della Salvatrice per ritrovarla e sconsigliarle di fare questa rischiosa decisione.
- Guest star: Scott Michael Foster (Kristoff), Georgina Haig (Elsa), Elizabeth Lail (Anna), Sean Maguire (Robin Hood), Elizabeth Mitchell (Sarah Fisher/Ingrid la Regina delle Nevi), Timothy Webber (Apprendista stregone).
- Altri interpreti: Lee Page (Guardia di Arendelle 1), Patrick Roccas (Guardia di Arendelle 2) (solo 1ª parte), Raf Rogers (Servitore di Arendelle) (solo 1ª parte).
- Ascolti USA: telespettatori 6 800 000 – share 18-49 anni 6%[11]

## Frammenti di specchio - (2ª parte)
- Titolo originale: Smash the Mirror
- Diretto da: Ralph Hemecker (2ª parte)
- Scritto da: David H. Goodman e Jerome Schwartz
- Antefatti riguardanti: Elsa, Anna e Ingrid/la Regina delle Nevi

### Trama
Arendelle, passato. Elsa e Anna si apprestano a sconfiggere Ingrid, ma la Regina delle Nevi, anticipando questa eventualità, scaraventa la Maledizione degli Sguardi Infranti negli occhi di Anna per farle vedere solo il male in Elsa. Anna ribatte a Elsa tutta la sua sofferenza che ha patito da bambina, avendo dovuto vivere quasi come una figlia unica durante il tempo in cui Elsa se ne stava rannicchiata nelle stanze private per regolare i suoi poteri. Ingrid pungola Elsa ad aggredire Anna, ma Elsa non ha il minimo accenno a difendersi dalla sorella, e prima di venire risucchiata nell’urna da Anna, le cita il suo amore per lei. Commettendo la cosa peggiore di cui fosse capace, Anna si divincola dal maleficio, ma, fuori di sé dalla rabbia per aver perso Elsa, Ingrid surgela Arendelle e i suoi abitanti, tra cui Anna e Kristoff, per poi cancellare i ricordi di Elsa con una maestria dei Troll delle Rocce. Tuttavia, Tremotino perviene al castello per reclamare il Cappello dello Stregone rubato da Anna e insabbiato da Ingrid in una terra lontana, così detrae l’urna dalla Regina delle Nevi per farsi dare l’oggetto. Ingrid sta per incrinarsi al ricatto, ma l’Apprendista giunge in tempo e le fa cambiare idea, dicendole che le ha trovato una terza sorella, anche se non è ancora nata: Emma. Per rispettare il patto, Ingrid restituisce all’Apprendista il Cappello dello Stregone, poi oltrepassa un portale diretto nel luogo dove il suo desiderio verrà esaudito: Ingrid arriva dunque nel mondo reale, a Boston, nel 1982.
Storybrooke, presente. Rianimatasi dalla deviazione dell’auto, Emma viene avvertita da Ingrid di non fidarsi di Gold, ma alla Salvatrice non importa, e continua col tragitto. Nel frattempo, Regina capacita Mary Margaret e David sulla pessima decisione di Emma di eliminare la sua magia, perché è ciò che la rende speciale, perciò tutti insieme esplorano la città per ritrovarla. Uncino ruzzola nel cottage, ma Gold lo incatena per non farlo intromettere. Robin, intanto, scopre casualmente nel suo zaino una pagina numero 23 del libro di favole che raffigura lui e Regina nel locale in cui si sarebbero dovuti incontrare, e che si colloca esattamente alla posizione della pagina corrispondente al volume, laddove, invece, viene narrato il vero andazzo della storia: questa è la dimostrazione che i destini dei personaggi non sono immutabili, e che possono essere riscritti, quindi Regina ha la speranza di poter avere un proprio meritato lieto fine. Alla villa, frattanto, Emma sta per entrare in un salone impregno della magia di Gold per togliersi i poteri, ma che, anzi, racchiude il Cappello dello Stregone pronto ad assorbirla. Per fortuna, Elsa sopraggiunge da Emma, e le fa comprendere che il solo modo per gestire i suoi poteri magici è di accettarli pienamente, indipendentemente dalla loro sostanza. Emma ci riesce, grazie a Elsa, pertanto il piano di Gold fallisce, ma l’uomo, seguendo l'idea di Ingrid di strappare il cuore alla persona che lo conosceva da prima che divenisse il Signore Oscuro per redimersi dal comando del pugnale, straccia quello di Uncino, che diventa suo schiavo e che viene costretto a dover riempire il Cappello dello Stregone con una grande quantità di potere per l’incantesimo di liberazione. Libera dal cerchio, Ingrid fa comparire ai polsi di Emma ed Elsa i nastri gialli che mettono sotto scacco la loro magia e che le farà scampare al suo sortilegio, e in seguito, emana la forza dello Specchio Malefico per far divampare la Maledizione degli Sguardi Infranti su Storybrooke.

## Il crollo
- Titolo originale: Fall
- Diretto da: Mario Van Peebles
- Scritto da: Jane Espenson
- Eveti riguardanti: Anna e Kristoff
- Nota: l'episodio è interamente ambientato nel presente.

### Trama
Arendelle, presente. 30 anni dopo l’Incantesimo del Gelo di Ingrid, Arendelle si scongela, e Anna e Kristoff si mettono subito a definire la maniera di ritrovare Elsa, ma vengono ostruiti da Hans (anch'egli scongelatosi), autoproclamatosi legittimo Re di Arendelle. Scappando, Anna ripensa al diario della madre Gerda, in cui lesse che i genitori, non avendo avuto fortuna con Tremotino nella Foresta Incantata, stavano cercando un arnese efficiente nel dare ascolto a ogni sogno, chiamato la Stella dei Desideri, che è nelle mani del pirata Barbanera. Purtroppo, Barbanera, attualmente proprietario della Jolly Roger e già coalizzatosi con Hans, svela ad Anna che i suoi avevano comprato la Stella dei Desideri, ma che non furono in grado di usarla poiché nessuno dei due era puro di cuore, poi lega lei e Kristoff in un baule e lo lascia affondare negli abissi del mare. Tutto sembra essere perduto per Anna e Kristoff, ma, inaspettatamente, la cassa viene avvolta da un misterioso vortice di luce.
Storybrooke, presente. La Maledizione degli Sguardi Infranti di Ingrid diroccherà sul paese al tramonto, e gli eroi si muovono velocemente per cercare una soluzione. Gold, con la parola data a Ingrid di non comprometterla, si accaparra la grazia di poter partire da Storybrooke con la moglie Belle e il nipote Henry sani e salvi. Altrove, la barriera di ghiaccio che recinta la città non autorizza gli abitanti a fuggire, e Belle dice a Emma ed Elsa che l’unica via per scansare la maledizione è di creare un controincantesimo con una ciocca di capelli di una persona che è stata martire della medesima: Anna è quindi la salvezza di Storybrooke, perciò Emma ed Elsa, indirizzate da un Incantesimo di Localizzazione versato sulla collana di Anna, giungono nei tunnel sotterranei, ma della ragazza non vi è comunque l’ombra. Date le circostanze, è la collana di Anna, coperta dalla polvere del sortilegio, a rappresentare l’escamotage per forgiare il controincantesimo, anche se il procedimento la distruggerà, e con essa le speranze di Elsa di ritrovare Anna. Elsa non vuole darsi per vinta, e, con Emma, scende nuovamente nelle miniere, e disincastra un ingorgo di rocce che si affaccia sulla spiaggia. Scoraggiata, Elsa, impugnando la catenina di Anna, esprime il desiderio di avere la sorella accanto, e subito dopo, dall’acqua si materializza il baule con Anna e Kristoff: era proprio la collana di Anna a essere la Stella dei Desideri. Elsa e Anna possono infine riabbracciarsi, e i quattro filano alla tavola calda di Granny per aiutare le Fate con l’incantesimo, ma il ristorante è deserto; infatti, senza che qualcuno lo sapesse, Uncino, col controllo che Gold esercita sul suo cuore, ha immagazzinato le Fate nel Cappello dello Stregone, per far avere a Gold il potere occorrente a slacciarsi dal Pugnale dell’Oscuro. Oramai non c’è più nulla da fare, ed è giunto il momento per la Maledizione degli Sguardi Infranti di abbattersi su Storybrooke. Ognuno si chiude in luoghi diversi per non dover ferire cari e amici: Mary Margaret e David si fanno imprigionare nelle celle della stazione dello sceriffo; Regina si sbarra nel suo caveau; Belle nel negozio di antiquariato; Uncino al molo; Robin all’accampamento dell'Allegra Brigata; e Henry nell’ufficio del sindaco. Sta per iniziare il caos.
- Guest star: Lee Arenberg (Leroy/Brontolo), Scott Michael Foster (Kristoff), Georgina Haig (Elsa), Elizabeth Lail (Anna), Sean Maguire (Robin Hood), Charles Mesure (Barbanera), Elizabeth Mitchell (Sarah Fisher/Ingrid la Regina delle Nevi), Tyler Jacob Moore (Principe Hans), Keegan Connor Tracy (Madre Superiora/Fata Turchina).
- Altri interpreti: Raphael Alejandro (Roland), Nils Hognestad (Franz), Marcus Rosner (Jurgen).
- Ascolti USA: telespettatori 6 430 000 – share 18-49 anni 5%[12]

## Sguardi infranti
- Titolo originale: Shattered Sight
- Diretto da: Gwyneth Horder-Payton
- Scritto da: Scott Nimerfro e Tze Chun
- Antefatti riguardanti: Emma Swan e Ingrid/Sarah Fisher

### Trama
Richfield, Minnesota, 1999. La sedicenne Emma viene trasferita in una nuova casa famiglia. Dapprima infelice e vogliosa di andarsene, Emma si affeziona alla proprietaria dell’orfanotrofio, che è nient’altri che Ingrid, la quale, da una profezia dello Stregone datale dal suo Apprendista, è riuscita a trovarla. Tre le due germina all’istante un mitico feeling, tanto che Ingrid sottoscrive le pratiche per l’adozione di Emma, ma tuttavia, il loro rapporto comincia a vacillare nella sera in cui Ingrid espone Emma a un grave pericolo, volendo sollecitarla a utilizzare i suoi poteri di Salvatrice. Giudicandola una pazza, Emma se la svigna dalla casa famiglia.
Nel 2001, Ingrid, recitando la profezia dell’Apprendista, accede a Storybrooke, e viene colpita soltanto a metà dal Sortilegio Oscuro di Regina, difatti si mantiene sospesa nel tempo conservando la sua memoria. 10 anni più tardi, durante il suo primo soggiorno in città, Emma rimane allibita nel rincontrare Ingrid, ora ribattezzata Sarah Fisher, nella sua gelateria, ma con il potere dei Troll delle Rocce, Ingrid le raschia dalla mente i ricordi che avevano in comune per ricucire il loro legame in un altro futuro.
Storybrooke, presente. La Maledizione degli Sguardi Infranti percuote la popolazione di Storybrooke, e gli abitanti si scannano a vicenda. A parte le immuni Emma, Elsa e Anna, anche Gold e Uncino ne sono indenni: il primo in quanto Signore Oscuro, e il secondo perché privato del cuore, e quindi incapace di provare qualsiasi tipo di sentimento. Gold mette Belle a dormire, e ordina a Uncino di rapire Henry per portarlo con sé nel trasporto fuori Storybrooke, ma il ragazzino, con la creatività (e approfittando di un iracondo Will), sgattaiola via dal pirata. Intanto, Anna sorveglia il piccolo Neal, mentre Mary Margaret, David e Kristoff si rivoltano gli uni sugli altri con battutine e insulti ed Emma ed Elsa si sforzano di capire come emanciparsi dai nastri di Ingrid, che limitano la loro magia. Emma, però, ha un lampo di genio: se questi, colmi di amore fraterno, impediscono di affliggere chi li indossa, serve dunque un potere similmente forte e contrario per liberarsene; la persona che nutre del rancore per Emma in quel modo è Regina, che si è riparata nel suo mausoleo, e che ha ripreso le vesti di Regina Cattiva. Incollerita con Emma, Regina le lancia una palla di fuoco, che leva i nastri dai polsi della Salvatrice e di Elsa, che possono usare i propri poteri su Ingrid. Nello stesso momento, Regina arriva alla stazione dello sceriffo, e gareggia con Mary Margaret in un combattimento all’ultimo sangue, ed Emma e Elsa contrastano Ingrid. Il tutto viene salvato da Anna, che, miracolosamente, ha rinvenuto sulla spiaggia la bottiglia contenente il messaggio di sua madre Gerda, approdata con lei e Kristoff direttamente da Arendelle: in essa, Gerda esprime il suo rimorso per ciò che ha fatto a Ingrid, si scusa con Elsa e Anna per non avergliene mai parlato, e chiede alle figlie di restituire i ricordi su Ingrid e Helga alla gente di Arendelle. Impietosita, Ingrid percepisce la gravità delle sue azioni, e, avendo ottenuto la prova che Gerda le ha sempre voluto bene, contraccambia i vecchi ricordi con Emma ed Elsa, e poi si suicida per annullare l’effetto del maleficio; lo spirito di Ingrid può radunarsi con le care sorelle Helga e Gerda. La Maledizione degli Sguardi Infranti si disgrega, e Storybrooke può cantare vittoria, ma Gold è ancora intenzionato ad abbandonare la città e ad avvalersi delle Fate nel Cappello dello Stregone per sciogliersi dal Pugnale dell’Oscuro.
- Guest star: Lee Arenberg (Leroy/Brontolo), Beverley Elliott (Vedova "Granny" Lucas/Nonna), Scott Michael Foster (Kristoff), Georgina Haig (Elsa), Elizabeth Lail (Anna), Elizabeth Mitchell (Sarah Fisher/Ingrid la Regina delle Nevi), Abby Ross (Emma Swan da ragazza), Rebecca Wisocky (Madame Faustina).
- Altri interpreti: Faustino Di Bauda (Walter/Pisolo), Michael Coleman (Gongolo), David-Paul Grove (Dotto), Jeffrey Kaiser (Cucciolo), Gabe Khouth (Eolo), Mig Macario (Mammolo), Ilias Webb (Kevin).
- Ascolti USA: telespettatori 6 200 000 – share 18-49 anni 5%[13]

## Eroi e cattivi
- Titolo originale: Heroes and Villains
- Diretto da: Ralph Hemecker
- Scritto da: Edward Kitsis e Adam Horowitz
- Antefatti riguardanti: Tremotino, Belle e le Regine delle Tenebre/Malefica, Ursula e Crudelia De Mon

### Trama
Foresta Incantata, passato. Al rientro nel suo castello successivamente a un’escursione a Camelot, Tremotino fa vedere a Belle il suo ultimo gingillo magico: un guanto abile ad additare le debolezze delle persone. Belle, correndo verso un cucciolo di dalmata, viene rapita da delle enigmatiche individue, che fanno recapitare l’ingiunzione di ucciderla a Tremotino se lui non smercerà con loro il guanto di Camelot. Sul Bluff del Demone, una pericolosa scogliera, Tremotino paga il riscatto alle sequestratrici di Belle: le Regine delle Tenebre, il trio costituito dalla maliarda Malefica, la Strega del Mare Ursula, e la malvagia incantatrice Crudelia De Mon, gruppo da lui stesso fondato. Il prode gesto di Tremotino serve a Belle per rendersi conto che, dietro la Bestia, ci sia l’uomo, ma, in un secondo tempo, Tremotino si riprende il guanto e declina l’offerta delle Regine delle Tenebre di unirsi a loro per la disfatta degli eroi.
Storybrooke, presente. Elsa butta giù il muro di ghiaccio di Ingrid, eppure, sul confine cittadino permane un incantesimo che vieta a chi lascia la città di poterci ritornare. Elsa, Anna e Kristoff devono rimpatriarsi al più presto ad Arendelle per spodestare Hans dal trono, e Gold, temendo che Anna possa rovinare i suoi progetti, giacché la ragazza è consapevole della sua voglia di sollevarsi dal Pugnale dell’Oscuro, fa reperire loro, per mezzo di Uncino, il portale con cui Ingrid arrivò sulla Terra. Intanto, con la morte di Ingrid, Regina reintegra il cuore di Marian nel suo petto, ma il corpo della donna è ancora soggetto all’Incantesimo del Gelo e, per salvarla, non c’è altro modo se non farle attraversare il confine e condurla in un mondo senza magia. Naturalmente, Robin deve seguirla, così, l’uomo si congeda con un bacio da Regina e varca il confine cittadino con Marian e Roland. Elsa saluta Emma e le rende grazie per tutto ciò che ha fatto per lei, poi oltrepassa il valico con la sorella e Kristoff, ma prima di rincasare ad Arendelle, Anna scopre che il signor Gold di cui si parla tanto è proprio Tremotino, e mette al corrente gli eroi sul suo complotto, Gold, perciò, ha mentito sul non aver conosciuto Anna. Nel contempo, Gold aspetta che le stelle sul Cappello dello Stregone si allineino con quelle in cielo per adempiere all’incantesimo, e sta per schiacciare il cuore di Uncino, ma viene interrotto da Belle. Quest’ultima, usufruendo del guanto di Camelot, trovato per caso nel suo negozio, si è fatta guidare per la debolezza di Gold, che è delineata nel vero Pugnale dell’Oscuro tenuto dall'uomo. Belle, capendo di essere stata ingannata dal marito e che lui non rinuncerà mai al potere, gli impone, col pugnale reale, di ridare il cuore a Uncino e di abbandonare Storybrooke per sempre in una lancinante discussione. In serata, Henry scorta Emma e Regina nella villa sul lago, di proprietà dello Stregone, in una sala traboccante di potenziali libri di favole vuoti: quella è, dunque, anche la casa dell’Autore. 
Arendelle, presente. Elsa e Anna hanno riconquistato Arendelle e riabilitato i ricordi su Ingrid e Helga al regno. Le due sorelle possono finalmente celebrare le nozze di Anna e Kristoff.
New York, 6 settimane dopo. Gold visita Ursula, inserviente in un acquario, e si accorda con lei per rintracciare l’Autore e fargli scrivere i loro lieti fini, ma dovranno innanzitutto riformare la squadra con Malefica e Crudelia.
- Guest star: Kristin Bauer van Straten (Malefica), Merrin Dungey (Ursula), Scott Michael Foster (Kristoff), Georgina Haig (Elsa), Elizabeth Lail (Anna), Christie Laing (Marian), Sean Maguire (Robin Hood), Victoria Smurfit (Crudelia De Mon).
- Altri interpreti: Raphael Alejandro (Roland).
- Ascolti USA: telespettatori 5 690 000 – share 18-49 anni 5%[14]

## L'oscurità bussa alla porta
- Titolo originale: Darkness on the Edge of Town
- Diretto da: Jon Amiel
- Scritto da: Edward Kitsis e Adam Horowitz
- Antefatti riguardanti: Tremotino e Malefica, Ursula e Crudelia De Mon/le Regine delle Tenebre

### Trama
Foresta Incantata, passato. Ursula e Crudelia De Mon vengono chiamate, per ragioni anonime, nella Fortezza Proibita, roccaforte di Malefica, che però pare essere stupita e irritata dalla loro presenza. A questo punto entra in scena Tremotino, il reale mandante degli inviti e artefice di tutto, che ha voluto riunire le più diaboliche streghe del reame per avere il contributo indispensabile a recuperare la pergamena del Sortilegio Oscuro, protetta nel Monte Calvo. Lusingate dalla falsa promessa di un lieto fine, Malefica, Ursula e Crudelia dicono di sì a Tremotino, e, con i rispettivi poteri, riescono nell’impresa. Tuttavia, come Tremotino si impossessa della pergamena, lascia le streghe nel Monte, dicendole che il guardiano è un potente demone che dà la caccia alla persona con più oscurità latente: il Chernabog. Tremotino, si dirada, e le donne devono vedersela per conto proprio con la creatura, che si concentra su Malefica. Coadiuvando, Malefica, Ursula e Crudelia se la cavano, e uniscono le forze, autonominandosi "le Regine delle Tenebre".
Storybrooke, presente. Sei settimane dopo la dipartita di Ingrid, Storybrooke è ritornata alla normalità: la relazione di Emma e Uncino va a gonfie vele, Mary Margaret ha ripreso il lavoro di docente, e Regina quello di sindaco. Belle e Uncino, che più di chiunque altro hanno sofferto per le malefatte di Gold, si scervellano per un espediente per tirare le Fate e l’Apprendista fuori dal Cappello dello Stregone. Un professore universitario di Oxford, contattato da Belle, interpreta un’antica formula magica con cui poter sgomberare i prigionieri dal Cappello dello Stregone, perciò Regina, col Pugnale dell’Oscuro, esegue l’incantesimo, e le Fate vengono liberate; dal cilindro, però, viene sguinzagliato anche il Chernabog, che sparge il terrore in città. Nel frattempo, a Long Island, Gold e Ursula reinseriscono Crudelia nel gruppo, e organizzano una recita per penetrare a Storybrooke e cercare l’Autore: Ursula e Crudelia parlano a telefono con Regina, e, in cambio della possibilità di un posto a Storybrooke, le dicono che il Chernabog si ciba del cuore con più potenziale oscuro, e l’unica nei paraggi ad averlo è Regina stessa. Emma e Regina attirano l’essere, e lo spediscono oltre il confine cittadino, visto che uno spirito incantato non può vivere in un mondo senza magia. Per la buona fede di Ursula e Crudelia, Emma e Regina danno loro la pergamena dell’Apprendista che fece immettere Ingrid a Storybrooke, malgrado Mary Margaret e David ne siano turbati. A seguire, Ursula e Crudelia usano la pergamena per far introdurre a Storybrooke di soppiatto Gold, che dimostra di aver architettato tutto sin dal principio: è lui il prof che ha tradotto l’incantesimo per Belle, così da avere il pretesto del Chernabog per attuare il suo piano, e in più, dichiara che il mostro non stava dando la caccia a Regina, bensì a Emma; infine, i tre si danno da fare per ridestare Malefica. Sul tardi, Mary Margaret e David s’incontrano nascostamente con Ursula e Crudelia, e intimano loro di non fare parola con anima viva, specialmente con Emma, circa cosa è capitato tra di loro nella Foresta Incantata.
- Guest star: Kristin Bauer van Straten (Malefica), Merrin Dungey (Ursula), Beverley Elliott (Vedova "Granny" Lucas/Nonna), Victoria Smurfit (Crudelia De Mon), Keegan Connor Tracy (Madre Superiora/Fata Turchina).
- Altri interpreti: Panou (Agente dell'FBI), Michael Querin (Marito di Crudelia).
- Ascolti USA: telespettatori 6 660 000 – share 18-49 anni 6%[15]

## Imperdonabile
- Titolo originale: Unforgiven
- Diretto da: Adam Horowitz
- Scritto da: Andrew Chambliss e Kalinda Vazquez
- Antefatti riguardanti: Biancaneve, il Principe Azzurro e le Regine delle Tenebre

### Trama
Foresta Incantata, passato. Il regno di Biancaneve e del Principe Azzurro è stato addormentato da un Incantesimo del Sonno lanciato dalle Regine delle Tenebre, affinché le streghe si possano mettere d'accordo con i sovrani per far saltare il Sortilegio Oscuro della Regina Cattiva (appena sottratto a Malefica). Controvoglia, Biancaneve e James prendono parte con le tre al cammino per l’Albero della Saggezza, una sorgente di luce che può rispondere solo alle questioni dei valorosi; valutando il fatto che Malefica, Ursula e Crudelia siano portatrici di oscurità, saranno convenienti le nobili personalità di Biancaneve e del Principe Azzurro per sbloccare l’Albero della Saggezza e apprendere il modo di fermare Regina. Alla destinazione, però, persino Biancane e James vengono fatti arretrare dall’albero, ed è allora che Malefica, a parte notificare ai due che Biancaneve è incinta, annuncia che il tronco li ha scartati poiché potrebbe essere il figlio che Biancaneve ha in grembo a possedere una latente oscurità. Al castello, poi, Malefica confida a Biancaneve che la sua determinazione nello sventare il Sortilegio Oscuro di Regina parte dal suo istinto materno: infatti, anche Malefica è a sua volta in dolce attesa, e vuole salvaguardare il futuro del proprio bambino. Biancaneve rigetta l’esortazione di collaborare con Malefica, dal momento che gli eroi non scendono mai a patti con i cattivi.
Storybrooke, presente. La permanenza di Ursula e Crudelia preoccupa non poco Mary Margaret e David, che vogliono a tutti i costi che il loro misterioso segreto resti tale. Su istanza di Gold, Ursula e Crudelia deconcentrano Belle per rubare clandestinamente uno scrigno dal negozio col quale far rinascere Malefica. Emma e David le pedinano, e l’uomo ritrova nella loro auto la scatola, che include un sonaglio di Malefica, ma lo nasconde a Emma. Nel frattempo, Regina e Henry portano avanti l’esame sull’Autore, che, a detta della Madre Superiora, è una persona diversa dallo Stregone e che potrebbe aver lasciato qualche indizio all’interno del libro di favole. I due pensano di ricorrere a Pinocchio, che, anni prima, nella sua forma di August aveva smontato il libro per aggiungerci la sua di storia, ma sfortunatamente, il piccolo non rivanga alcun ricordo; Marco, quindi, elargisce a Regina la sacca con gli effetti personali dell’adulto August, in modo che possa rispolverare qualcosa che faccia al caso suo. Intanto, Emma percepisce della stranezza nell’insolito comportamento di Mary Margaret e David, ma soprattutto in quello di Uncino, che accenna a un impetuoso passato con Ursula. Mary Margaret e David, decisi a evitare la risuscitazione di Malefica, si calano nelle miniere per disperdere le ceneri della strega, ma vengono sottomessi da Ursula e Crudelia, che hanno ordito lo stratagemma dello scrigno per spingerli nei sotterranei. Le donne prelevano un po' del loro sangue, cioè quello di coloro che hanno fatto del male a Malefica, e lo versano sulle sue spoglie incenerite: Malefica, dunque, viene riportata in vita, e giura immediatamente di farla pagare cara a Mary Margaret e David per quanto le hanno cagionato nella Foresta Incantata. Gli amati prendono la decisione di rivelare a Emma le loro colpe per non doverle più mentire, ma, ascoltando il discorso della figlia con Uncino, in cui afferma di credere ciecamente nel buonsenso dei genitori, si astengono. Mentre Gold adocchia, angosciosamente, Belle che ha intrapreso una relazione amorosa con Will, Mary Margaret domanda aiuto a Regina per boicottare le Regine delle Tenebre, e le confessa in conclusione il misfatto arrecato a Malefica: a causa sua e di David, Malefica ha perso suo figlio.
- Guest star: Tony Amendola (Marco/Geppetto), Kristin Bauer van Straten (Malefica), Merrin Dungey (Ursula), Beverley Elliott (Vedova "Granny" Lucas/Nonna), Victoria Smurfit (Crudelia De Mon).
- Altri interpreti: Jakob Davies (Pinocchio da giovane), Faustino Di Bauda (Walter/Pisolo).
- Ascolti USA: telespettatori 6 720 000 – share 18-49 anni 6%[16]

## Il ritorno del drago
- Titolo originale: Enter the Dragon
- Diretto da: Ralph Hemecker
- Scritto da: David H. Goodman e Jerome Schwartz
- Antefatti riguardanti: Regina e Malefica

### Trama
Foresta Incantata, passato. Stufa di aspettare per la vendetta su Biancaneve e non intascando progressi nell’apprendistato con Tremotino, Regina molla provvisoriamente il Signore Oscuro per studiare magia con la famosa Malefica. Presso la Fortezza Proibita, situata in un’arida e desolata zona, rasa al suolo anni addietro dal drago che è in Malefica, Regina viene delusa dal vedere Malefica ridotta a una depressa e scoraggiata alcolizzata; dopo che il Re Stefano ha rotto il suo Incantesimo del Sonno sulla Regina Rosaspina con il Bacio del Vero Amore, Malefica ha perduto i suoi poteri e la sua forza di trasformarsi in drago, ed è ora l’ombra di sé stessa. Per risvegliare la strega di un tempo, Regina sprona Malefica a non piegarsi e ad avere la sua rivincita giovando dell’incombente matrimonio tra il Principe Filippo e la Principessa Aurora, figlia di Stefano e Rosaspina. Malefica, così, assimila le ultime scintille del suo fuoco, che ardeva su di un arbusto, riacquisendo gran parte della sua energia e riuscendo a tramutarsi in drago per guerreggiare con Re Stefano e i suoi uomini. Malefica getta l’Incantesimo del Sonno su Aurora, e si assicura che Filippo non possa salvarla mutandolo nello Yao Guai, la bestia infuocata. Riconoscente, Malefica ringrazia Regina per averle ricordato chi è davvero, e Regina, ottimista sulla sua bravura, ritorna a essere allieva di Tremotino, felice che il suo piano abbia funzionato.
Storybrooke, presente. Regina, per infiltrarsi nelle Regine delle Tenebre e scoprire cos’abbiano in mente, si atteggia ancora come una di loro, e addirittura Gold è convinto che l’allontanamento di Robin da Storybrooke abbia restaurato l’oscurità in Regina. Malefica spiffera alla vecchia compagna che lei, Ursula e Crudelia ambiscono a ritrovare l’Autore per alterare l’equilibrio delle favole e sovvertire i ruoli, cosicché i cattivi abbiano un lieto fine. Frattanto, Uncino riferisce a Belle di essere inquieto che le Regine delle Tenebre siano bramose del Pugnale dell’Oscuro, perciò, la ragazza assegna l’oggetto al pirata per farglielo conservare in una località più sicura, ma non sa che Uncino è in verità Gold travestito, che adesso ha di nuovo la radice del suo potere. Regina viene messa alla prova da Malefica per testare la sua malignità, e nonostante Emma le copra le spalle e voglia che si ritiri dalla sua copertura, la donna si guadagna la fiducia delle tre rapendo Pinocchio. Al cottage nel bosco, Gold si manifesta a Regina, e poi, con il Pugnale dell’Oscuro, fa ridiventare Pinocchio il cresciuto August Wayne Booth, dimodoché possa riavere i suoi ricordi e dar loro notizie sull’identità dell’Autore. 
- Guest star: Tony Amendola (Marco/Geppetto), Eion Bailey (August Wayne Booth/Pinocchio), Kristin Bauer van Straten (Malefica), Sarah Bolger (Principessa Aurora), Merrin Dungey (Ursula), Sebastian Roché (Re Stefano), Victoria Smurfit (Crudelia De Mon).
- Altri interpreti: Jakob Davies (Pinocchio da giovane), Russell Roberts (Duca).
- Ascolti USA: telespettatori 5 880 000 – share 18-49 anni 6%[17]

## La storia di Ursula
- Titolo originale: Poor Unfortunate Soul
- Diretto da: Steve Pearlman
- Scritto da: Andrew Chambliss e Dana Horgan
- Antefatti riguardanti: Capitan Uncino e Ursula

### Trama
Foresta Incantata, passato. Uncino e la sua ciurma sono sulla rotta per l’Isola che non c’è, quando la melodiosa voce di una sirena, Ursula, li attrare verso degli scogli, ma all’ultimo istante, lei cessa di cantare per farli rinsavire. Il padre di Ursula, Poseidone, il Dio del Mare, che odia gli uomini che hanno (seppur accidentalmente) ucciso sua moglie, sgrida Ursula per non aver adempiuto alla loro "comune" vendetta. Con un braccialetto magico, trafugato da Poseidone, a Ursula affiorano le gambe, e la sirena tocca la terraferma. In un’osteria, Uncino, riconoscendo in Ursula la sirena che li ha quasi uccisi, si complimenta con lei per il suo canto, che ha saputo far alleviare le sue sofferenze per la morte dell’amata Milah e le offre di salire sulla Jolly Roger per viaggiare il mondo. Poseidone, però, si contrappone e alletta Uncino con uno scambio alla pari: il pirata estorcerà il canto di Ursula in una conchiglia, e Poseidone gli darà in dono del nero di seppia con cui paralizzare ed eliminare il disprezzato Tremotino. Inizialmente, Uncino dice tutto a Ursula, ma, vessato da Poseidone, la pugnala alle spalle e le ruba il canto. Disgustata dal mondo umano e furibonda con il padre, Ursula si serve del tridente di Poseidone per cambiare la sua coda di sirena in dei tentacoli di polipo, in onore alla divinità sua omonima, diventando la malvagia Strega del Mare.
Storybrooke, presente. Gold e le Regine torturano August, ma vedendo che nulla lo smuove, Gold ruba alle Fate una pozione che riattiva in August il suo naso da burattino: August, quindi, rivela che l'Autore è nascosto dietro una porta, la cui locazione è a lui ignota, ma che è raffigurata in una delle illustrazioni in suo possesso, ottenute dal Dragone (che ora sono in mano ad Henry e Regina). Regina, prendendo brevemente possesso del corpo di Mary Margaret, ragguaglia gli amici dei particolari sulle Regine delle Tenebre, incluso del ritorno di Gold a Storybrooke. Nell’attimo ideale per troncare le divergenze con Ursula, Uncino le promette di ridarle il suo canto se lei garantirà di svelargli per filo e per segno la congettura di Gold. Per opera di Ursula, viene aperto un portale per la Foresta Incantata, che sposta a Storybrooke quel che sarebbe dovuta essere la Jolly Roger, in cui è serbata la conchiglia, ma, sorprendentemente, la nave è stata rimpicciolita e imbottigliata. Con degli speciali funghi del Paese delle Meraviglie di Will, la Jolly Roger viene ringrandita, ma purtroppo il guscio magico non funziona, perché (come Ariel rivela) solo l’inventore dell’incantesimo può attivarlo, ossia Poseidone; non potendo riavere la voce, Ursula fa inabissare Uncino, che viene riportato in extremis a galla da Ariel. La sirenetta spiega a Uncino che Elsa, per punire Barbanera di essersi associato con Hans, ha ristretto la sua Jolly Roger, e che lei ne è stata accalappiata per errore. Per il tempo in cui Gold, Regina e Malefica perlustrano la villa del mago per snidare la porta di cui parla August, Emma, Mary Margaret e David stendono Crudelia per soccorrere August, ma Ursula arriva e sta per stritolare Mary Margaret; Uncino, aiutato dal potere da sirena di Ariel di schiudere dei varchi tra i regni, fa arrivare in città Poseidone, che compatisce alla figlia il suo ripugnante atto passato e le ricambia poi il canto dalla conchiglia. Felice, Ursula, prima di andarsene da Storybrooke col papà, asserisce a Uncino che Gold è intenzionato a oscurare il cuore di Emma, in quanto, finché la Salvatrice destinerà lieti fini agli eroi, per lui e le Regine delle Tenebre sarà impossibile destabilizzare le trame del libro, perfino per l’Autore. Nel loft di Mary Margaret e David, August, ripresosi, rende pubblico a Emma e Regina che, in realtà, sa dov'è la porta: il naso non lo ha tradito perché non sapeva dov'erano le sue pagine, visto che la porta è la stessa illustrazione.
- Guest star: Eion Bailey (August Wayne Booth/Pinocchio), Kristin Bauer van Straten (Malefica), Tiffany Boone (giovane Ursula), Merrin Dungey (Ursula), Chris Gauthier (William Smee "Spugna"), Ernie Hudson (Poseidone), Sean Maguire (Robin Hood), Victoria Smurfit (Crudelia De Mon), Joanna Garcìa (Ariel).
- Ascolti USA: telespettatori 5 790 000 – share 18-49 anni 6%[18]

## Azioni e reazioni
- Titolo originale: Best Laid Plans
- Diretto da: Ron Underwood
- Scritto da: Kalinda Vazquez e Jane Espenson
- Antefatti riguardanti: Biancaneve e il Principe Azzurro

### Trama
Foresta Incantata, passato. In ansia per la previsione di Malefica sulla presumibile oscurità nel loro nascituro, Biancaneve e James osservano il suo futuro dal corno di Unicorno: contrariamente a James, che vede la bontà nella figlia, Biancaneve ne guarda la malignità. Frastornati e di ritorno al castello, Biancaneve e il Principe Azzurro scoprono da un ambulante di nome Isaac che Malefica ha deposto un uovo, in forma di drago, e il buffo uomo li indirizza verso l’abitazione dell’Apprendista. L’anziano comunica loro che il destino della piccola è ancora una tabula rasa: potrebbe avverarsi la visione di James quanto quella di Biancaneve. Per fortuna, vi è un incantesimo di purificazione che potrà trasferire l’oscurità della bimba in un ospite identico a lei, vale a dire in un infante non ancora nato. Perplessi, i due decidono, di malavoglia, di fruire del figlio di Malefica, pensando che, in ogni caso, la sua prole diverrà un mostro sputafuoco tale e quale alla madre. Ignorando le suppliche di Malefica, l’incantesimo si avvia, ma l’Apprendista ha mancato l’importante direttiva che, avendo ora una crescente oscurità, e dunque addossata ad essere una temibile minaccia per la Foresta Incantata, la progenie della strega deve essere inviata in un altro mondo; l’uovo incomincia a schiudersi, denotando un innocuo neonato, e non un draghetto, ma la procedura è irreversibile, e il pargolo viene inoltrato in un portale, assieme anche a Ursula e Crudelia, che stavano tentando di salvarlo. Affranti, Biancaneve e James si rendono conto del loro orribile gesto, e concordano di non parlarne mai più e con nessuno.
Storybrooke, presente. Malefica intorpidisce la città con l’Incantesimo del Sonno per cercare indisturbata la pagina con la porta dell’Autore, e inutili sono le manovre di Regina di depistare lei, Gold e Crudelia. Gli unici esonerati dalla maledizione sono, oltre a Gold, Regina, Malefica e Crudelia, anche Mary Margaret, David e Henry, già vittime del sortilegio. Nella casa dello Stregone, Henry, da una radiazione luminosa proveniente dalla pagina della porta, trova la chiave per sprigionare l’Autore. Con l’offuscata complicità di Regina, Henry dà alla mamma, Malefica e Crudelia un falso del foglio fatto da Emma, ma Gold distingue immediatamente il tranello, e stordisce e imprigiona Regina nel suo caveau. Mary Margaret e David, per impedire che l’Autore possa rendere Emma cattiva, stanno per bruciare la pagina, ma infine esitano per non abbassarsi ai livelli di Gold, e scelgono di essere migliori. Al risveglio della comunità dall’Incantesimo del Sonno, perciò, Mary Margaret e David raccontano a Emma tutta la verità, ma la figlia la prende molto a male, e si stacca disorientata dai genitori. Intanto, Gold mostra a Malefica sua figlia perduta: 30 anni prima, la piccola, avente una voglia a forma di stella sul polso, che sta a marchiare la sua oscurità, fu adottata da una famiglia e soprannominata Lily; questi non è che Lily Paige, amica di vecchia data di Emma. Al convento delle Fate dove è in cura, August dice a Emma che essere l’Autore è un lavoro sacro, perché il suo compito, tramandatosi da lunghe sfilze di uomini e donne (tra i quali figurano pure Platone, identificato da August come l'uomo del mito della caverna, e Walt Disney, spiegando come mai le loro storie sono simili ai suoi film), è di copiare in bella gli eventi del Mondo delle Favole, ma il corrente Autore trasgredì le regole, manipolando piuttosto che narrando, pertanto fu intrappolato nella pagina del libro dall’Apprendista (furibondo per quello che gli costrinse di fare alla figlia di Malefica). Emma, con la chiave, libera quindi l’Autore dalla sua prigionia, ma l’uomo è nient’altri che Isaac, lo stesso mercante che consigliò a Biancaneve e James di andare dall’Apprendista, e se la dà a gambe.
- Guest star: Eion Bailey (August Wayne Booth/Pinocchio), Kristin Bauer van Straten (Malefica), Merrin Dungey (Ursula), Patrick Fischler (Isaac Heller/Autore), Victoria Smurfit (Crudelia De Mon), Keegan Connor Tracy (Madre Superiora/Fata Turchina), Abby Ross (Emma Swan da ragazza), Timothy Webber (Apprendista stregone).
- Altri interpreti: Michelle Choi-Lee (Agente per l'adozione), Barclay Hope (Uomo), Gabe Khouth (Eolo).
- Ascolti USA: telespettatori 5 480 000 – share 18-49 anni 6%[19]

## Il cuore di Gold
- Titolo originale: Heart of Gold
- Diretto da: Billy Gierhart
- Scritto da: Scott Nimerfro e Tze Chun
- Antefatti riguardanti: Robin Hood

### Trama
Foresta di Sherwood, passato. Il celebre Robin di Locksley ha appeso al chiodo i panni di ladro per dedicarsi alla gestione di una taverna insieme alla moglie Lady Marian. Purtroppo, i guadagni non bastano a sanare le ingenti tasse imposte dallo scontroso Sceriffo di Nottingham, e il locale potrebbe venir chiuso. Non sapendo che pesci prendere, Robin viene avvicinato da Tremotino, col quale pattuisce un accordo: in cambio del denaro per estinguere i debiti, Robin dovrà recarsi a Oz e sgraffignare l’Elisir del Cuore Ferito dalla Perfida Strega dell’Ovest, Zelena, per il Signore Oscuro. A Oz, Robin incrocia Will, che, come lui, è alla ricerca dell’elisir. Nel palazzo di Zelena, Robin riesce a sfuggire alla strega con un arco incantato, che non sbaglia mai la mira, e ad asportare solo un po' del filtro, che è insufficiente a soddisfare anche Will. Sentendo però le tristi vicende di Will sulla sua sorellina moribonda, Robin cede la fiala all’amico, e così, non avendo risarcito Tremotino, il patto salta, e l’uomo sta per essere arrestato dallo Sceriffo di Nottingham, ma il sostegno della sua Allegra Brigata lo trae in salvo. Robin, rinominatosi Hood, si aggrappa nuovamente alla vita da fuorilegge, ma stavolta ruberà ai ricchi per dare ai poveri.
New York, 9 settimane prima. Robin, Marian e Roland si sono da poco mossi da Storybrooke per raggiungere l’appartamento di Neal in centro, e un giorno, nell’alloggio, si prospetta l'esiliato Gold. Nella lite che ne segue tra Robin e Gold, quest’ultimo ha un malore e viene ricoverato in ospedale; l’Oscurità del Signore Oscuro ha appesantito il cuore di Gold, e non può farlo sopravvivere a lungo in un mondo senza magia; l’unica speranza per lui è che Robin gli dia l’Elisir del Cuore Ferito, preservato in un magazzino di Walsh, il Mago di Oz schiavizzato da Zelena, che fu mandato a tener d’occhio Emma. Robin, per una questione d’onore e per avere la casa di Neal per la sua famiglia, eccelle nel suo dovere, ma la pozione non ha un buon esito. Marian entra nella camera di Gold con il vero elisir, che aveva invertito con uno contraffatto, e si palesa per la donna che è realmente, facendo venire (letteralmente) un colpo al povero uomo: Zelena, viva e vegeta; la forza vitale della Perfida Strega dell’Ovest, infatti, al momento della sua apparente morte, è uscita dal suo corpo prima di frantumarsi, e ha viaggiato con Emma e Uncino nel passato della Foresta Incantata, in cui uccise la vera Marian per conciarsi da lei ed essere trasportata a Storybrooke per rovinare la felicità della sorellastra Regina. Gold dà la garanzia a Zelena di far modificare anche il suo lieto fine dall’Autore, e lei lo disseta con l’Elisir del Cuore Ferito, guarendolo.
Storybrooke, presente. Emma è assai amareggiata dalla rivelazione di Mary Margaret e David, siccome le sue vesti di Salvatrice sono state accertate a discapito di una creatura innocente, ma adesso, la priorità assoluta è ritrovare l’Autore. Tuttavia, Gold lo ha già persuaso a schierarsi dalla sua parte, fornendogli una Penna Magica per riscrivere le storie a buoni e cattivi. Regina, intanto, è prigioniera di Gold, Malefica e Crudelia per aver lavorato in incognito per gli eroi, e viene indotta a chiamare Robin dal cellulare; con suo sommo orrore, al telefono risponde Zelena, che tiene sotto tiro l’ignaro Robin. Gold mette Regina di fronte a un ultimatum: aiutarlo ad annerire il cuore di Emma o lasciare che Zelena ammazzi Robin.
- Guest star: Patrick Fischler (Isaac Heller/Autore), Christie Laing (Lady Marian), Rebecca Mader (Zelena/Perfida Strega dell'Ovest), Sean Maguire (Robin Hood), Wil Traval (Sceriffo di Nottingham).
- Altri interpreti: Raphael Alejandro (Roland), Jason Burkart (Little John), Jennifer Cheon (Infermiera), Leif Havdale (Scippatore), Paul Kloegman (Cocchiere).
- Ascolti USA: telespettatori 5 170 000 – share 18-49 anni 5%[20]

## In bianco e nero
- Titolo originale: Sympathy for the De Vil
- Diretto da: Romeo Tirone
- Scritto da: David H. Goodman e Jerome Schwartz
- Antefatti riguardanti: Crudelia De Mon e Isaac Heller/l'Autore

### Trama
Reame degli anni ’20, passato. Crudelia De Mon ha vissuto per tutta la vita reclusa in soffitta dalla madre Madeline, un’addestratrice di cani, che utilizza i suoi due dalmata per terrorizzarla e proibirle di scappare. Una sera, il giornalista Isaac Heller, l’Autore, aspirando a nuovi scoop, giunge in casa di Crudelia, e, invaghendosene, la tira fuori dalla sua detenzione domiciliare, ed entrambi passano la notte a divertirsi in una locanda. Durante la festa, Crudelia e Isaac si sfogano l’un l’altro: lei afferma che Madeline l’ha tenuta internata perché era a conoscenza che la mamma aveva avvelenato i suoi precedenti 3 mariti, uno dei quali suo padre; Isaac, invece, comprova a Crudelia dei suoi poteri di Autore devolvendole la facoltà di controllare gli animali per fuggire alla madre. Madeline, tuttavia, segnala a Isaac l’opposto della deposizione di Crudelia: è stata proprio la figlia, mentalmente instabile dalla nascita, a stroncare i 3 coniugi di Madeline; Isaac ne ha la conferma scoprendo che Crudelia gli ha scippato l'inchiostro e la Penna Magica, e che la donna, con il comando sugli animali, ha fatto sbranare la madre dai suoi stessi dalmata, che ha poi abbattuto per cucirne una pelliccia. Atterrito, Isaac rovescia accidentalmente l’Inchiostro Magico sui capelli di Crudelia, che si colorano di bianco e nero, ma, conscio di essere stato tratto in inganno, Isaac riscrive un finale per Crudelia: non potrà mai assassinare anima viva.
Storybrooke, presente. Regina divulga a Emma, Mary Margaret, David e Uncino che Zelena è viva e in combutta con Gold, ed è decisa a decollare a New York per mettere in salvo Robin dalle grinfie della sorellastra; per assicurarsi che Gold non interferisca, lo minaccia di disintegrare il cuore che Regina ha strappato a Belle. Malefica, infuriata con Crudelia per non averle detto prima che sua figlia fosse sopravvissuta al passaggio tra i mondi, si trasforma in drago per attaccarla, ma la malvagia incantatrice, col suo potere, placa l'ira di Malefica e si dirige da Isaac per sedurlo, fargli abolire il suo epilogo e poter uccidere di nuovo, inefficacemente. Crudelia, così, sfruttando Pongo, il cane di Archie, rapisce Henry e sfida Emma e Regina a eliminare Isaac, se non vogliono che ci rimetta loro figlio. Gold, nel frattempo, imparando dal passato di Crudelia e Isaac, se ne avvantaggia per permettere il rapimento di Henry, così che Emma, all’oscuro del fatto che Crudelia non sia nelle condizioni di uccidere, e che quindi Henry non sia per davvero in pericolo, cedi al lato malevolo. Mentre Emma, Regina e Uncino vagano nei boschi per ritrovare Henry, Mary Margaret e David, messi in guardia da Isaac, si precipitano da Emma per frenarla. Purtroppo, la Salvatrice ha già fatto ruzzolare Crudelia da un dirupo, e sul suo viso vi è uno sguardo sinistro e agghiacciante.
- Guest star: Kristin Bauer van Straten (Malefica), Patrick Fischler (Isaac Heller/Autore), Anna Galvin (Madeline), Victoria Smurfit (Crudelia De Mon/Crudelia Feinberg).
- Altri interpreti: Milli Wilkinson (Crudelia da bambina).
- Ascolti USA: telespettatori 5 120 000 – share 18-49 anni 5%[21]

## Lily
- Titolo originale: Lily
- Diretto da: Ralph Hemecker
- Scritto da: Andrew Chambliss e Dana Horgan
- Antefatti riguardanti: Emma Swan e Lily Page

### Trama
Foresta Incantata, passato. L’Apprendista invoca l’aura dello Stregone per discutere su quanto è successo: è stato in realtà l’Autore a dettare le azioni dell’Apprendista, di Biancaneve e di James, che hanno portato alla separazione di Malefica da sua figlia, ma ormai i destini della Salvatrice e della prole di Malefica sono legati.
Mankato, Minnesota, 1990. Emma è stata felicemente adottata da una dolce famiglia, ma Lily si ripresenta con ulteriori guai, poiché è sospettata di una rapina a mano armata. Per non averla più tra i piedi, Emma le ripiglia una collana, unico oggetto che Lily ha della sua madre biologica, ma, a casa, viene a conoscenza dai genitori che Lily ha raggirato Emma per derubare inosservata dei soldi. Addolorata dalla deludente replica dei suoi, Emma fugge via, e, alla fermata dell’autobus, rincontra Lily, la quale le dice che la sua vita sembra andare sempre a rotoli, ma almeno con Emma ha un po' di serenità. Emma, però, arrabbiata con Lily per aver guastato ancora tutto ciò di bello che aveva, la respinge e l’ammonisce di non cercarla più. Sul bus, una triste Lily viene accostata nientemeno che dall’Apprendista, che, volendo correggere gli sbagli dell’Autore, le parla delle sue vere origini.
Storybrooke, presente. Con la morte di Crudelia, Malefica, cosciente che Gold l’abbia usata solo per i suoi scopi, si ribella al Signore Oscuro e si mette a disposizione per gli eroi, se Emma riuscirà a ritrovare Lily al di fuori di Storybrooke. Emma è allibita dalla notizia che la sua amica d’infanzia sia la figlia di Malefica, ma acconsente per riparare agli errori di Mary Margaret e David, e Regina l’accompagna per salvare Robin da Zelena. In assenza di Emma e Regina, Gold obbliga Will a portargli il cuore di Belle, protetto da Malefica nell’ufficio del sindaco. Gold ristabilisce dunque il cuore nel petto di Belle, chiarendole di stare lentamente morendo per via dell’Oscurità accumulatasi nel suo di cuore, dovuta all’immenso dolore che ha continuamente inflitto a Belle e agli altri cittadini. Toccata, Belle concepisce di provare ancora qualcosa per Gold.
Lowell, Massachusetts, presente. Emma e Regina individuano Lily in una tavola calda, ma la ragazza fa finta di non saperne nulla sul suo passato, anche se, in seguito, Emma e Regina scoperchiano nel suo appartamento una serie di ricerche sul Mondo delle Favole, e principalmente, su Biancaneve e il Principe Azzurro, che Lily intende uccidere per il loro tremendo gesto compiuto ai suoi danni. Ne scaturisce un inseguimento in macchina, al termine del quale Emma è sul punto di sparare Lily, ma per fortuna ci pensa il pronto intervento di Regina, che fa capire alla Salvatrice che se quello di Crudelia è stato un incidente, l’uccisione di Lily sarebbe un vero e proprio omicidio deliberato che offuscherebbe il suo cuore, il che è esattamente il volere di Gold. Emma e Lily si riappacificano, e le tre donne partono all’istante per New York, dove Robin afferra del trucco di Zelena, ma non può né abbandonarla, né sopprimerla: Zelena è incinta. 
- Guest star: Kristin Bauer van Straten (Malefica), Agnes Bruckner (Lilith "Lily" Page), Patrick Fischler (Isaac Heller/Autore), Christie Laing (Lady Marian), Rebecca Mader (Zelena/Perfida Strega dell'Ovest), Sean Maguire (Robin Hood), Timothy Webber (Apprendista stregone), Nicole Muñoz (Lilith "Lily" Page da ragazza), Abby Ross (Emma Swan da ragazza).
- Altri interpreti: Cameron Bancroft (Bill), Kendall Cross (Katie), Philip Granger (Proprietario), Sidney Shapiro (Max), Parker Magnuson (Zach), Zoey Siewert (Ragazza bruna), Jonathan Adams (Voce originale incorporea dello Stregone).
- Ascolti USA: telespettatori 5 210 000 – share 18-49 anni 5%[22]

## Madre
- Titolo originale: Mother
- Diretto da: Ron Underwood
- Scritto da: Jane Espenson
- Antefatti riguardanti: la Regina Cattiva e Cora

### Trama
Foresta Incantata, passato. Nel giorno dell’anniversario della morte di Daniel, la Regina Cattiva piange l’amato sulla sua tomba, ma riceve la sgradita visita di sua madre Cora, sfuggita, momentaneamente, dal Paese delle Meraviglie. Cora, a vista d’occhio, vorrebbe fare ammenda per averle vietato il Vero Amore, perciò, facendosi dire da Trilli dell’uomo con il tatuaggio del leone sul braccio, anima gemella di Regina, si offre di appoggiare la figlia a scovarlo. In un locale, lo Sceriffo di Nottingham dice a Cora che l’uomo in questione, Robin Hood, è già sposato con Marian, così, Cora camuffa Nottingham al fine di spacciarlo per Robin. Regina smaschera l’imbroglio, e per non essere più manipolata dalla madre, che esigeva un erede dal rapporto tra lei e Nottingham, deglutisce una pozione di sterilità. Cora sostiene di aver voluto solo il bene per Regina, affermando che la causa della sua felicità è lei stessa; per tutta risposta, Regina le intima di ritornare nel Paese delle Meraviglie. 
Storybrooke, presente. Emma, Regina, Zelena, Robin, Roland e Lily fanno ritorno in città. Zelena viene isolata nell’ospedale psichiatrico fino al parto, e Regina fa dimenticare a Roland dell’ultimo periodo con quella che considerava essere sua madre. Malefica può abbracciare Lily, che, nondimeno, è assetata di vendetta nei confronti di Mary Margaret e David. Intanto, Isaac non può ancora scribacchiare delle nuove storie per Gold senza l’Inchiostro Magico, che deve essere guadagnato da una forte potenzialità oscura. Gold, tuttavia, è troppo stanco e debole per colpa del suo cuore, completamente nero di Oscurità, e questa è la scappatoia perfetta per Regina di avere Isaac in pugno. Regina, poi, provoca Lily per risollevarle l’oscurità, e preleva una sua goccia di sangue, con cui Isaac potrà scrivere. Eccessivamente imbestialita, Lily si trasforma in drago, e ferisce lievemente Mary Margaret. Accorsa, Emma cura la madre con i suoi poteri, e, spaventata al pensiero di essere stata tanto vicina dal perderla, ha finalmente la forza di perdonare i genitori. Lily, umanizzata, rinuncia alla sua vendetta grazie a Malefica, e mamma e figlia possono riunirsi pacificamente e vivere insieme a Storybrooke. Frattanto, Regina progetta di escludere Zelena dal prossimo romanzo di Isaac, come se la sorellastra non fosse mai esistita, ma, alla fine, la risparmia per non assomigliare a Cora. Isaac, comunque, scompare in una nuvola di fumo con la penna e l’inchiostro, e, su istruzione di Gold, comincia a scrivere un nuovo libro intitolato “Eroi e Cattivi”.
- Guest star: Kristin Bauer van Straten (Malefica), Agnes Bruckner (Lily Page), Patrick Fischler (Isaac Heller/Autore), Barbara Hershey (Cora), Rebecca Mader (Perfida Strega dell'Ovest/Zelena), Sean Maguire (Robin Hood), Tony Perez (Principe Henry), Wil Traval (Sceriffo di Nottingham).
- Altri interpreti: Kylee Bush (Giovane donna), John Innes (Uomo anziano), Ingrid Torrance (Infermiera), Jeremy Patrick Schuetze (Giovane uomo).
- Ascolti USA: telespettatori 5 310 000 – share 18-49 anni 6%[23]

## Operazione mangusta - (1ª parte)
- Titolo originale: Operation Mongoose
- Diretto da: Romeo Tirone (1ª parte)
- Scritto da: Edward Kitsis e Adam Horowitz
- Eventi riguardanti: Henry Mills e Isaac Heller

### Trama
Scarsdale, New York, 1966. Isaac Heller è un mediocre venditore di televisori con la passione per la scrittura. Isaac viene analizzato dall’Apprendista per appurare che sia idoneo al ruolo di Autore, dopo la morte del precedente (Walt), e così è, perciò, i due valicano un portale per la Foresta Incantata.
Storybrooke, presente. Con l'aiuto di August e con la magia della Madre Superiora, l’Apprendista viene liberato dal Cappello dello Stregone, e in città si avvia una corsa contro il tempo per cercare la chiave e la pagina con la porta, con cui intrappolare Isaac una volta per tutte, prima che possa concludere il suo libro, ma è troppo tardi, e non appena l’Autore decreta la fine del manoscritto, gli abitanti di Storybrooke svaniscono nel nulla. Henry, essendo nato nel mondo reale, non è annoverato, e, procurandosi la pagina e la chiave, rintraccia Isaac alla prima del suo best seller Eroi e Cattivi, che tratta di una realtà alternativa della Foresta Incantata in cui la sua famiglia è imprigionata, i buoni sono cattivi e viceversa. Isaac, inoltre, avendo applicato un lieto fine pure per sé stesso e violato di conseguenza tutte le regole istituite dal suo incarico, non è più l’Autore. Inserendo la chiave nel volume originale di Eroi e Cattivi, Henry viene inghiottito nel libro, e Isaac ne viene involontariamente trascinato.
Foresta Incantata alternativa, presente. Henry e Isaac atterrano nell’ultimo capitolo, che finirà con un rintocco di campane al tramonto, indicazione che le dinamiche del libro diverranno permanenti. Isaac mette KO Henry per darlo in pasto a un Orco, ma a salvarlo è Tremotino, che adesso è un paladino della giustizia, il Signore Bianco, e che, così come gli altri personaggi, non si ricorda del ragazzo. Più in avanti, Henry incappa in Regina, una fuorilegge braccata dalla Regina Biancaneve, una strega maligna che le sta addosso per aver causato la morte del suo Vero Amore, James, che ha sconsolatamente rimpiazzato con il suo gemello David, controllato da lei con il suo cuore. Isaac, nel frattempo, viene acchiappato dai Sette Nani al servizio di Biancaneve, e, creduto un sostenitore di Regina, portato al cospetto della sovrana. Per essere graziato, Isaac dà a Biancaneve dei dettagli precisi sulla localizzazione di Regina per far uccidere sia lei sia Henry, ma in soccorso della donna capita Robin Hood. Tra Regina e Robin, rivali di furti, vi è dell’inconsapevole tenero, ma Robin è in procinto di sposarsi con Zelena, e sarà proprio la loro cerimonia a battezzare la fine di Eroi e Cattivi. Per avere almeno qualcuno che gli possa dare una mano a rimettere le cose a posto, Henry deve ritrovare Emma, che, secondo certe voci, pare essere stata confinata da Biancaneve in un’inespugnabile torre. 
- Guest star: Patrick Fischler (Isaac Heller/Autore), Agnes Bruckner (Lily Page), Rebecca Mader (Zelena/Perfida Strega dell'Ovest), Beverley Elliott (Vedova "Granny" Lucas/Nonna), Keegan Connor Tracy (Madre Superiora/Fata Turchina), Lee Arenberg (Leroy/Brontolo), Timothy Webber (Apprendista), Sean Maguire (Robin Hood), Charles Mesure (Barbanera).
- Altri interpreti: Faustino Di Bauda (Walter/Pisolo), Michael Coleman (Gongolo), David-Paul Grove (Dotto), Jeffrey Kaiser (Cucciolo), Gabe Khouth (Eolo), Mig Macario (Mammolo).
- Ascolti USA: telespettatori 5 510 000 – share 18-49 anni 6%[24]

## Operazione mangusta - (2ª parte)
- Titolo originale: Operation Mongoose
- Diretto da: Ralph Hemecker (2ª parte)
- Scritto da: Edward Kitsis e Adam Horowitz
- Eventi riguardanti: Henry Mills/l'Autore e Isaac Heller
- Nota: L'episodio è interamente ambientato nel presente.

### Trama
Foresta Incantata alternativa, presente. Isaac informa Tremotino che se Henry riuscirà a cambiare gli eventi del libro rappresenterebbe una grave minaccia, così il Signore Bianco, incoraggiato dalla moglie Belle, opta di fare ciò che è giusto per il regno, annientando Regina e Henry. Intanto, Henry, con l’assistenza di un fifone Uncino, fa perdere i sensi a Barbanera, capitano della Jolly Roger, con cui entrambi salpano per il Mare Senza Fondo per sganciare Emma dalla sua reclusione. Eludendo il Cavaliere Nero a guardia della torre, Henry e Uncino scarcerano Emma, che è la sola ad aver presente del suo passato, ma che non ha più i suoi poteri di Salvatrice. I tre, dopo essere scampati a Lily, il Cavaliere Nero che sorvegliava Emma sotto forma di drago, si scontrano con Biancaneve, David e gli sgherri reali, e durante la lotta, Uncino viene ucciso. Scombussolati, Emma e Henry vanno da Regina e la spingono a battersi per Robin e a far saltare le nozze con Zelena, così da interrompere l’andazzo delle vicende di Isaac. Tuttavia, sulla via della chiesa, Emma, Regina e Henry vengono ostacolati da Tremotino e, nel tentativo di salvare Henry, Regina viene mortalmente trafitta. Le campane per il matrimonio di Robin e Zelena suonano dunque la chiusura di Eroi e Cattivi, ma Henry, brandendo la penna di Isaac, viene da essa eletto il nuovo Autore, e con il sangue di Regina, che è nel libro la Salvatrice con la Magia di Luce controbilanciante l’oscurità esercitata da Heller per confondere le storie, scrive l’annullamento del lavoro di Isaac.
Storybrooke, presente. Tutto quanto ritorna alla normalità: i cittadini vengono rimandati a Storybrooke nell’esatto momento della loro trasferta in Eroi e Cattivi, e coloro deceduti nella realtà parallela si ravvivano, quali Regina e Uncino. Mary Margaret e David sbattono in cella Isaac, che ammette di aver fatto ciò che ha fatto per non essere più un fallito, e Lily è volitiva a risiedere a Storybrooke con Malefica, anche per sapere chi sia suo padre. L’Apprendista definisce a Henry le sue responsabilità di Autore e gli raccomanda di non cadere nella corruzione di ritoccare le cronache del Mondo delle Favole, quindi, Henry rompe la Penna Magica perché, a suo dire, nessuno dovrebbe avere un potere così grosso. Intanto, Gold si sta sempre più infiacchendo, e l’Apprendista, pregato umilmente da Belle, estirpa l’Oscurità dal suo cuore per incanalarla nel Cappello dello Stregone, ma nemmeno il cilindro può contenerla, e il flusso maligno viene rilasciato per vagare a Storybrooke alla ricerca di un corpo in cui insediarsi. L’Apprendista, agonizzante da un attacco dell’Oscurità, racconta agli eroi della nascita dei Signori Oscuri: una miriade di tempo prima, lo Stregone combatté contro l’Oscurità, ma, non facendocela a sconfiggerla, la relegò in un corpo umano, creando il primissimo Signore Oscuro, e limitandone la volontà con il pugnale; per debellarla, è richiesto lo Stregone, che altri non è se non Merlino. L’Oscurità, poi, avvolge Regina per prenderne possesso, ma Emma si sacrifica per lei, lasciando che venga invasa dalle tenebre. Emma sparisce tra tuoni e fulmini dinanzi a Mary Margaret, David, Regina, Uncino e Robin, e dal cielo casca il Pugnale dell’Oscuro, sul quale è ora inciso il nome di Emma Swan.